# Туркмены

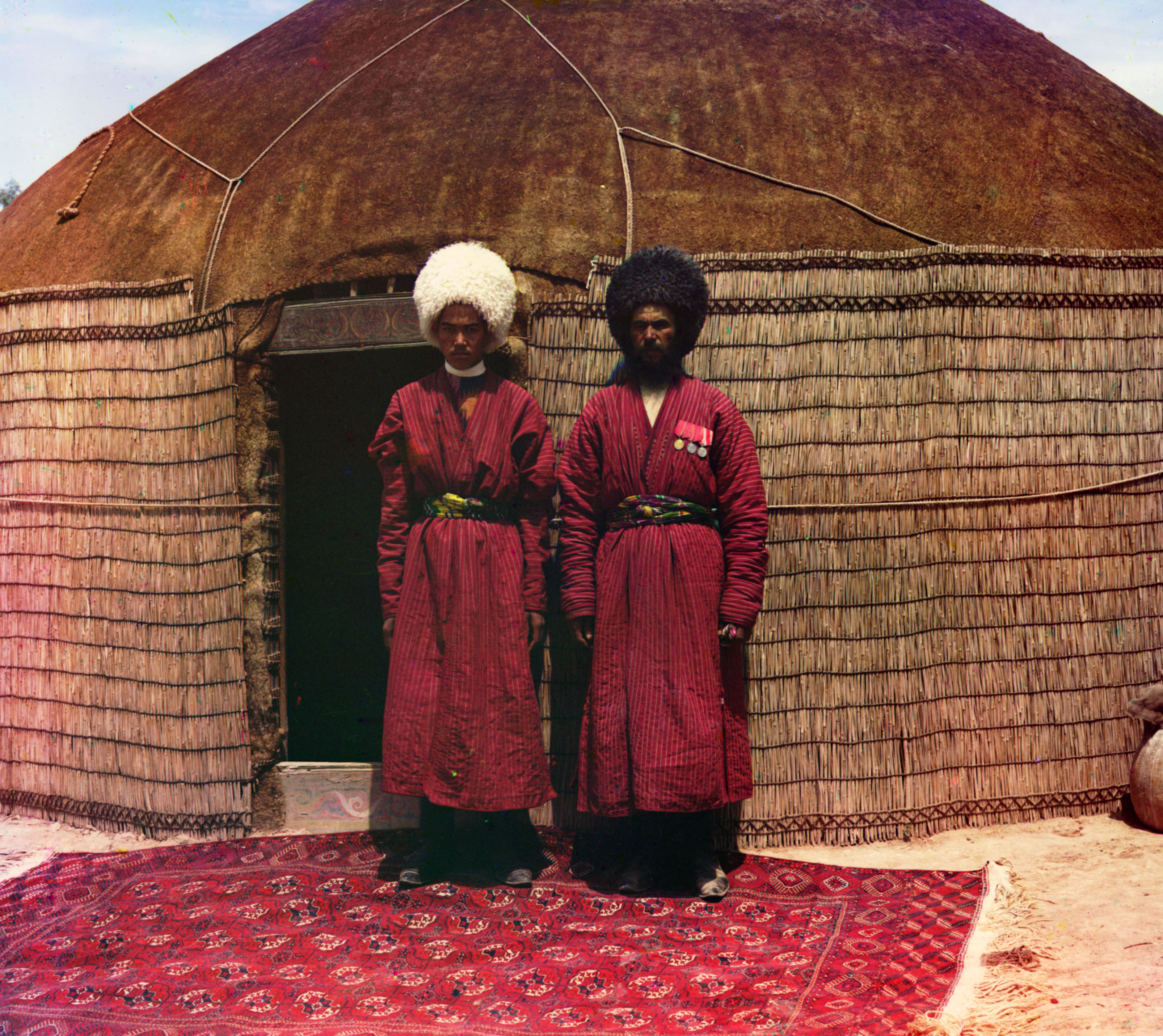
Туркмены-текинцы (цветная фотография Прокудина-Горского).

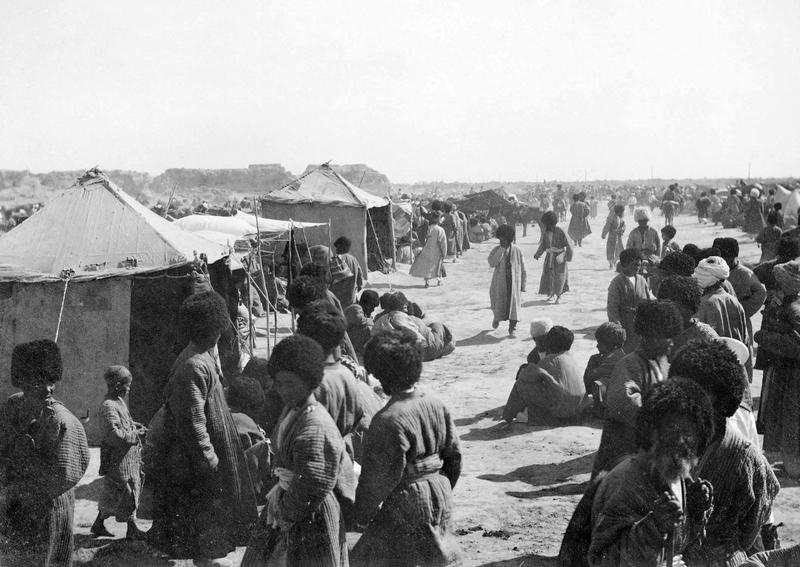
Туркмены на базаре в Мерве, 1890 г.

Туркме́ны (ед. ч. туркм. türkmen, мн. ч. туркм. türkmenler; исторически также туркома́ны, туркма́ны, трухме́ны) — тюркский народ, являющийся основным и коренным населением Туркменистана, а также автохтнонным населением Узбекистана, Казахстана, Ирана, Афганистана. С давних времён живут на территории Таджикистана, Пакистана, а также России (астраханские и ставропольские туркмены). Имеют древнеогузское происхождение и упоминаются в источниках под наименованием «туркмены» начиная с VIII в. Подтверждено, что древние прямые предки туркмен жили на территории Средней Азии начиная с VI в. до н.э. Туркмены Турции, Сирии и Ирака (другое наименование — туркоманы) являются потомками среднеазиатских туркмен, мигрировавших на Ближний Восток в Средние века.
В этногенезе туркмен главную роль сыграли два крупных компонента: местные древние земледельческие народности и племена, в том числе тюркоязычные, жившие на территории Туркменистана и создавшие высокоразвитую цивилизацию; тюркоязычные племена — преимущественно тюрки-огузы — населявшие с древнего времени окраины оазисов и занимавшиеся скотоводством.
В средневековой Киевской Руси туркмен именовали термином торкмены, в Новгородской и Лаврентьевской летописях — таурмены. В европейской и американской традициях, туркмен называли туркоманами, в царской России — туркоманами и трухменами.
Считается, что династии Cельджукидов, Хорезмшахов-Ануштегенидов, Османов, Кара-коюнлу, Ак-коюнлу и Афшаридов ведут своё происхождение от средневековых туркменских племен кынык, бегдили, кайи, ивэ, баяндыр и авшар, соответственно.
Говорят на туркменском языке огузской подгруппы тюркских языков. По религии — традиционно мусульмане-сунниты. Общая численность — свыше восьми миллионов человек в мире.

## Происхождение названия
Самое раннее упоминание этнонима туркмен появляется в китайской литературе как название страны. Танская энциклопедия Туньдянь (VIII век н. э.) содержит информацию, согласно которой страна под названием Су-де (Suk-tak — Согдак согласно Ф. Хирту, что, вероятнее всего, соответствует Согду (Согдиане)), которая имела торговые и политические отношения с Империей Тан в V веке н. э., также называется T'ö-kü-Möng («страна туркмен»)). В согдийских хозяйственных документах первой четверти VIII века также упоминаются туркмены.
Историк Османской империи XV—XVI веков Мехмед Нешри пишет, что наименование туркмен состоит из двух слов — «тюрк» и «иман», что означает «верующий тюрок», то есть «тюрок-мусульманин». Согласно другой версии, наименование туркмен состоит из слов «тюрк» и «ман», где «ман» является вариантом аффикса суффикса мат — «племя, люди». Распространённой является и версия о том, что термин туркмен состоит из двух слов «турк» и «мен», то есть «я — тюрк».
Венгерский востоковед Арминий Вамбери, который путешествовал по Туркестану во второй половине XIX века, отмечает, что в связи с тем, что туркмены «не потеряли чистоту своего рода», наименование туркмен означает «истинный тюрк» (Turks par excellence).
Жан Дени, пытаясь прояснить значение суффиксов -мен, -ман, приводит пример со словом «турк-мен», который он создал из слова turc и связал с термином turcoman. Как он отмечает, термин туркмен в этом случае имел бы значение «тюрк чистой крови» или «чистокровный тюрк», поскольку аугментативный суффикс -man (или -men) обладает свойством интенсификации в тюркских языках. Многие востоковеды, такие как Г. Немец, В. Минорский, Г. Моравчик, О. Прицак, Х. Хусамеддин, И. Кафесоглу и Луи Базин, согласны с мнением Ж. Дени о том, что суффикс -мен, -ман имеет вышеуказанное значение, в то время как Х. Хусамеддин отмечает, что термин «туркмен» означает «великий тюрк»; венгерский востоковед и тюрколог Л. Лигети утверждает, что он означает «истинный, исконный тюрк».
Туркменский советский ученый-историк С. Агаджанов также отмечает, что наименование туркмен применялось к огузам, принявшим ислам.
Согласно российскому и советскому востоковеду В. Бартольду, название туркмен является более поздним наименованием огузов:
Каково бы ни было прежнее значение огузского народа в Восточной Азии, он после событий VIII и IX веков, всё больше сосредотачивается на западе, на границе переднеазиатского культурного мира, которому суждено было подвергнуться в XI веке нашествию огузов, или, как их называли только на западе, туркмен. Впоследствии название туркмен осталось за одними огузами; постепенно термин огуз как название народа было совершенно вытеснено словом туркмен.

## История

### Родословная от Огуз-хана

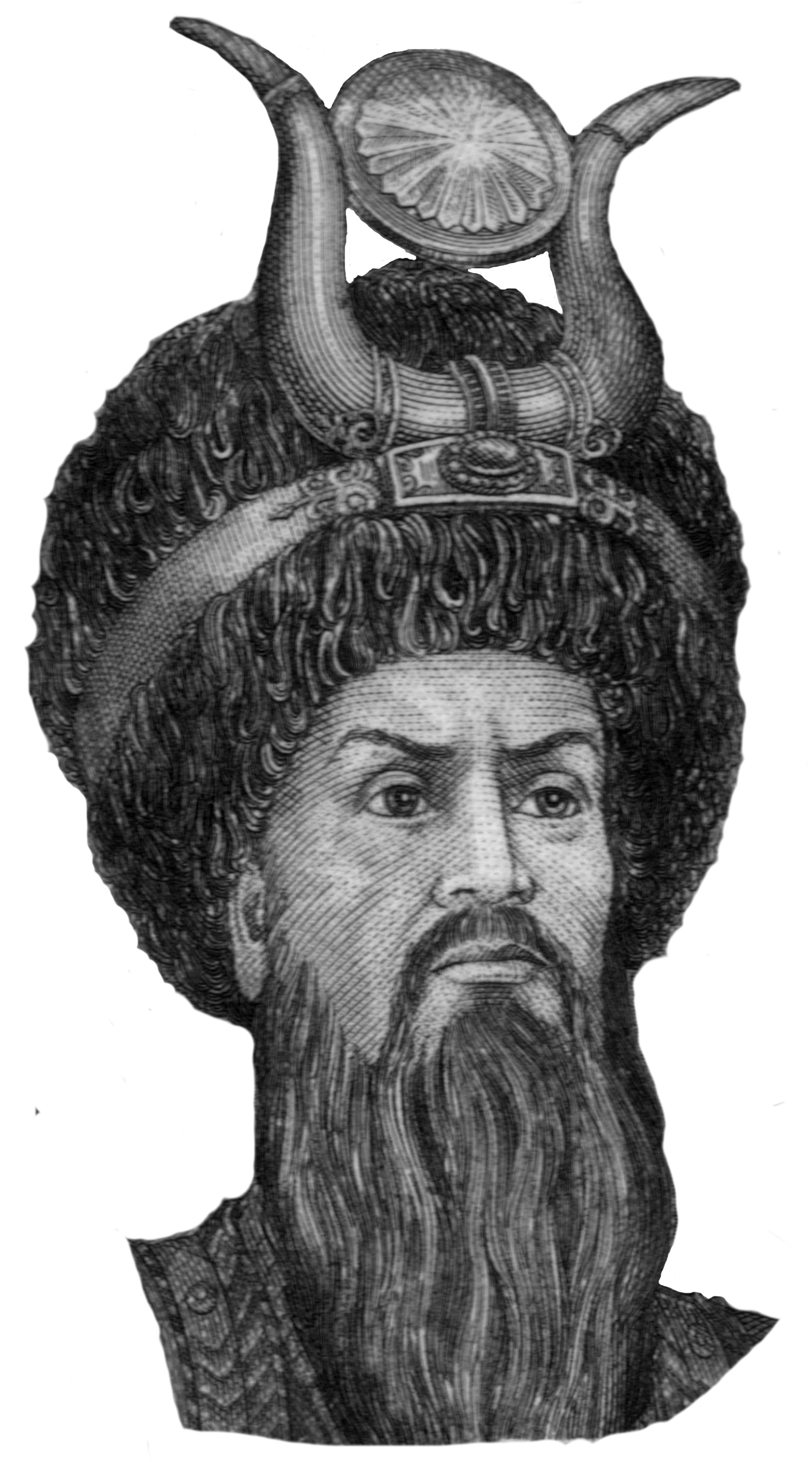
Огуз-хан

Согласно различным вариантам туркменской родословной, происхождение туркмен связано с огузами, одним из древнейших тюркских народов, родоначальником которых был герой-прародитель Огуз-хан. Согласно мнению Абу-ль-Гази, Огуз-хан мог жить за четыре тысячи лет до времени пророка Мухаммеда во времена легендарного царя древности Каюмарса, французский академик XVIII в. Ж.-С. Байи относит период жизни Огуз-хана к XXIX в. до н. э., а советский историк О. Туманович — к VII в. до н. э. Шведский географ и картограф XVII—XVIII веков Филипп Иоганн фон Страленберг со ссылкой на древнегреческого историка Диодора Сицилийского и других историков пишет об Огуз-хане как о предводителе древних скифских народов, под чьим руководством в глубокой древности они завоевали огромные территории на Среднем Востоке, в Юго-Восточной Европе и Египте. Также Страленберг отмечает, что у азиатских народов Огуз-хан пользуется такой-же славой, как Александр Македонский и Юлий Цезарь у европейцев. В древности огузы состояли из 24-х основных племён, а их наименования зафиксированы в трудах Махмуда Кашгари, Рашид ад-Дина и Абу-ль-Гази.
В историческом труде Абу-ль-Гази «Родословная туркмен» описывается история туркмен начиная с глубокой древности (библейские времена), рождение и жизнедеятельность древнего родоначальника туркмен и героя-прародителя всех тюркских народов Огуз-хана, его походы по завоеванию различных стран и регионов Евразии, а также правление туркменских (огузских) ханов в средние века. В данной работе, а также в труде Рашид ад-Дина «Огуз-наме», приведен список из 24-х древних туркменских племен и значения их названий:
- Сыновья Гюн-хана: Кайы (крепкий) — Баят (богатый) — Алкаойли (соответствующий) — Кара-ойли (где-бы ни остановился, [всюду] в палатке живёт)
- Сыновья Ай-хана: Языр (старший в иле) — Япарлы (все, что ни окажется перед ним, он опрокидывает) — Додурга (тот, кто умеет завоевывать страны и удерживать их за собой) — Дюгер (круг)
- Сыновья Йылдыз-хана: Авшар (проворный в работе) — Кызык (герой) — Бекдили (его речь уважаема) — Гаркын (хлебосольный)
- Сыновья Гёк-хана: Баяндыр (обладающий мирскими благами) — Бечене (делающий) — Човдур (честный) — Чепни (богатырь)
- Сыновья Даг-хана: Салыр (вооруженный саблей) — Эймир (богатейший) — Алайонтли (имеющий пегую лошадь) — Урегир (добродетельный)
- Сыновья Денгиз-хана: Игдыр (великий) — Бюгдуз (услужливый) — Ава (высокостепенный) — Кынык (почтенный)

Список древних туркменских племен, происходивших от младших жен сыновей Огуз-хана:
- Кене — Гуне — Турбатлы — Гирейли — Солтанлы — Оклы — Геклы — Кыргыз — Сучли — Хорасанлы — Юртчы — Джамчи — Турумчи — Кумы — Соркы — Курджык — Сараджик — Караджык — Текин — Казыкурт — Лала — Мердешуй — Саир.

Племена, родоначальниками которых были вожди в войске и близкие сподвижники Огуз-хана, и считавшиеся частью огузов (туркмен) в древности и средневековье: Канглы, Кыпчак, Карлык, Халач. Одним из древних туркменских (огузских) племен является также племя агач-эри.

### Скифо (сако)-массагетские предки туркмен

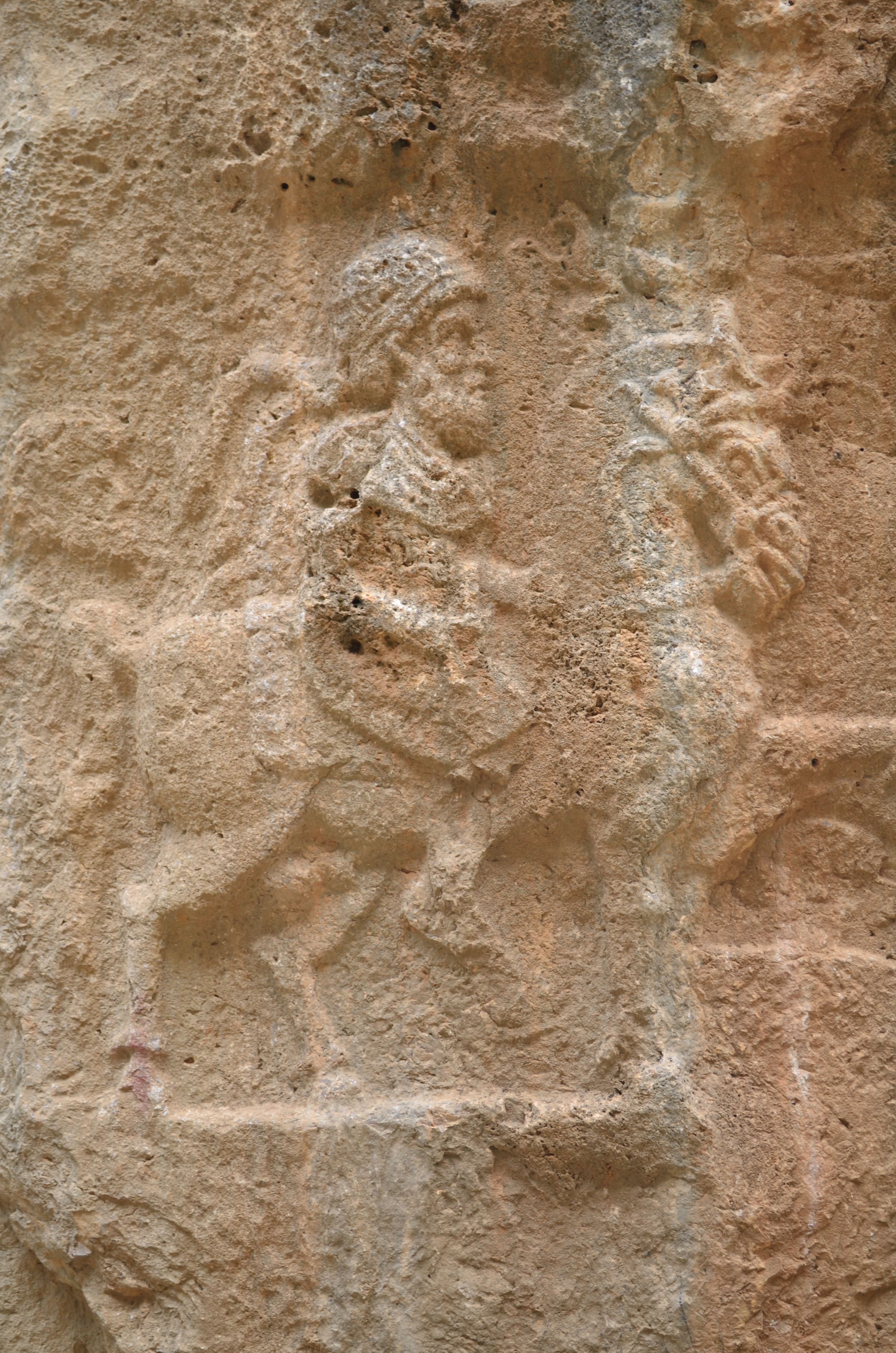
Изображение парфянского царя Митридата I на барельефе, Хузестан, Иран

Согласно советскому тюркологу А. Бернштаму, древнейший этногенез тюрков начался в начале III тыс. до н. э. и продолжался до начала новой эры. Исследователь древнехорезмийской цивилизации, академик С. П.Толстов отмечает, что на территории Средней Азии тюркские языки складывались ещё в дохристианскую эпоху через взаимные контакты разноплеменного оседлого и кочевого (скифо-сарматского) населения степей и оазисов регионов Амударьи и Сырдарьи, а в языках саков, массагетов и парфян присутствовали элементы, характерные для тюркских языков.
Основное ядро современного туркменского народа составили местные племена и народности, в основном, огузы и другие тюрки, проживавшие в древних государствах территории Туркменистана, таких как Маргиана, Парфия и Хорезм. Археологические, антропологические, письменные и фольклорно-этнографические материалы дают возможность провести прямые аналогии между древними, античными, средневековыми и современными жителями Туркменистана и установить этническую взаимосвязь и культурную преемственность между ними.
На ранних этапах этногенеза туркмен большую роль играли оседлые и полукочевые племена Туркменистана и близлежащих стран, входившие в скифский ареал, а именно — маргианцы, парфяне, хорезмийцы, гирканцы, хорасанцы, дахо-массагетские племена аугасии, парны, имиргийцы, аланы, эфталиты и другие. О. Туманович отмечает, что руководящей массой древних скифов были тюрки, которые проживали на территории Средней Азии уже в дохристианское время. 
С. П.Толстов отмечает,  что «вся совокупность данных, которыми располагает на сегодняшний день наука, позволяет с уверенностью утверждать, что основу этнографического массива туркменского народа составляют древние дахо-массагетские и сармато-аланские племена Арало-Каспийских степей», при этом среди огузов-туркмен сохранились древний массагетский титул ябгу, а также гинекократия («семь девушек-беков» у огузов согласно Абул-гази), происхождение которой связано с женщинами-правителями у древних массагетов Средней Азии (царица Томирис) и приаральских скифов VI в.(правительница Аккагас). Согласно С.П.Толстову, большая часть массагетов являются прямыми предками туркмен: 
«Если мы учтем, что массагетский этнический пласт наиболее крупную роль сыграл именно в туркменском этногенезе, а в теке мы можем видеть почти прямых потомков дахов, то это сохранение хеттского комплекса одежды у туркмен рядом с отмеченными нами хетто-фракийскими параллелями древнего хорезмийского костюма может существенно подкрепить наш тезис»

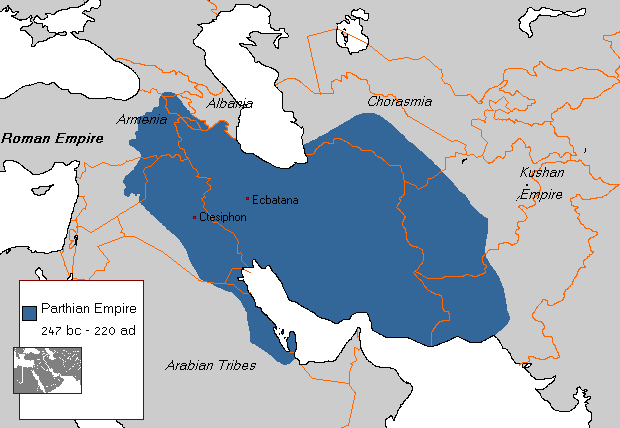
Карта Парфянской империи

Кроме того, Толстов связывает древнее массагетское племя «аугас» с этнонимом «огуз», а в этногенезе огузов, помимо аугасо-массагетских, отмечает участие гунно-эфталитских, тохаро-асских и финно-угорских племён.

Известный французский историко-географ Луи Вивьен де Сен-Мартен отождествляет древние среднеазиатские племена дахов с туркменским племенем теке, такого же мнения придерживается С. П. Толстов. Одним из племён дахов были парны (парфяне), которые составили один из слоёв в туркменском этногенезе, на что также указывает и известный советский и российский историк и этнолог Л. Н. Гумилёв:
«Особое происхождение у туркменов. Они в древности были известны как парфяне, которые в 250 г. до н. э. выгнали македонцев из Ирана, захватили его целиком, но с персами не слились, составили слой, близкий к феодальным аристократам. А персы были дехканами и составляли пехоту»

### Восточно-тюркский пласт в этногенезе туркмен
О роли в этногенезе туркмен тюрков-гуннов, проникших в западную часть Средней Азии из восточной, пишет советский археолог и востоковед А. Н. Бернштам:
«Всё это вместе взятое свидетельствует о том, что в дотюркский период (VI—VIII вв.), то есть до господства государства огузов, на территории Средней Азии складывались огузские племена, генезис которых связан с экспансией центральноазиатских гуннов на запад. Эти гунно-огузские племена заложили основу тюркского этногенеза среди массагето-аланских племён — далёких предков туркменского народа» 
С. П. Толстов и А. С. Кесь сообщают, что хиониты, зарегистрированные историками в IV веке на территории Хорезма, также были прямыми предками туркмен:
«…Тип кангакалийцев больше всего напоминает современных туркменов. Тот же антропологический тип, сопровождаемый тем же погребальным обрядом, зарегистрирован также в синхронном городище Куня-Уаз. По всем данным эти погребения принадлежали кочевникам-хионитам, именно в IV в. появляющимся на северо-восточных границах сасанидско-иранского государства...» 

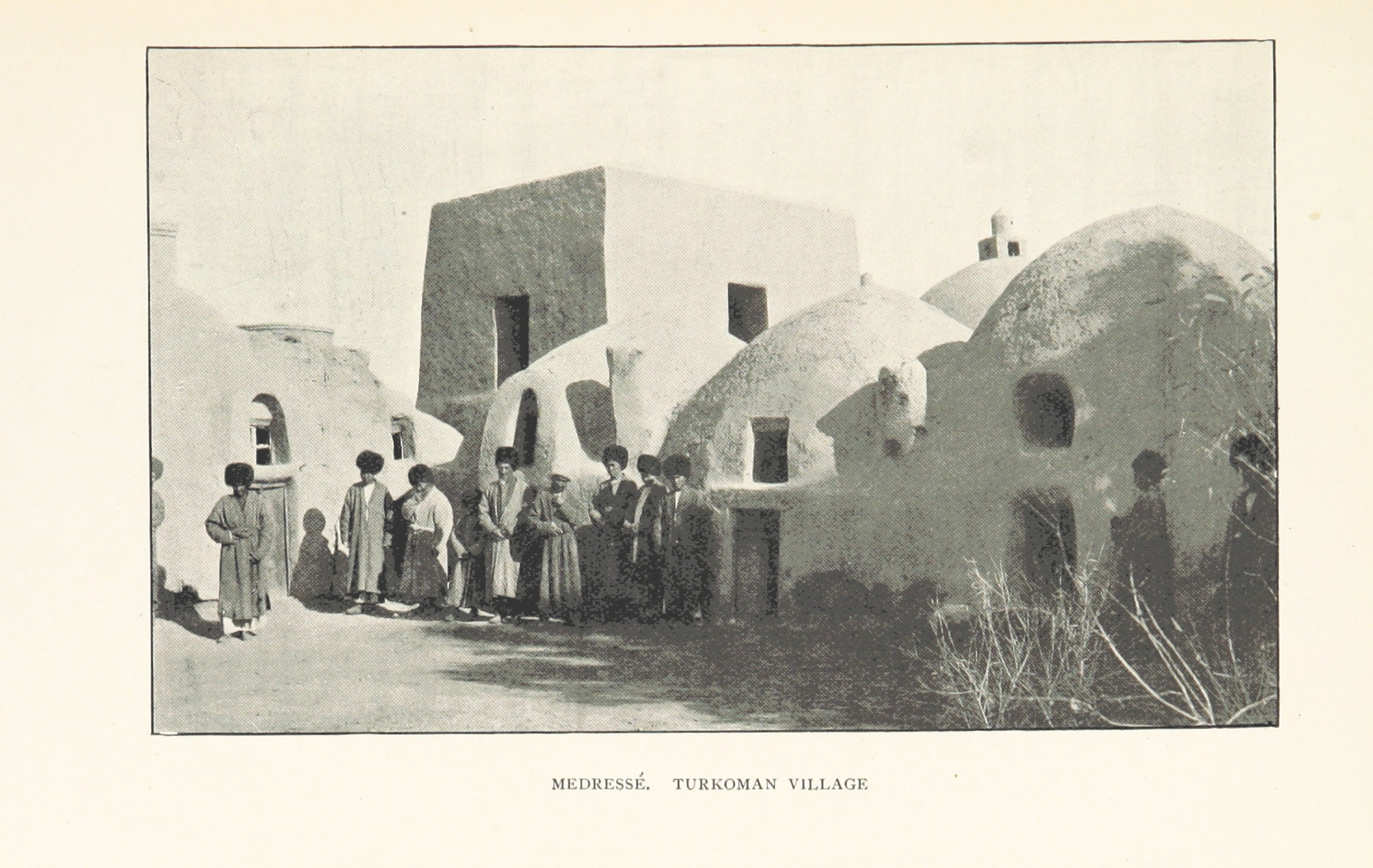
Медресе в туркменском селе

Известный советский китаист и тюрколог Ю.Зуев отмечает, что племя алан (хэлань), указанное в сочинении государства Тан VIII—X в. «Танхуйяо» (раздел «Тамги лошадей из вассальных княжеств»), и огузское (туркменское) племя алайонтли являются одним и тем же племенем по причине одинакового значения названий («пегая лошадь») и идентичности их тамг. Также, он отождествляет целый ряд центральноазиатских тюркских племён с такими древними туркменскими племенами как кайи, баяндыр, чепни, урегир, алайонтли, баят, а также с более поздним туркменским племенем йомут:
 «Юй-мэй-хунь… В других китайских источниках это название нами не обнаружено. Его первая часть закономерно сопоставляется с наименованием рода йомут современных туркмен… Тождество юй-мэй-хунь с йомутами представляется нам бесспорным, что подтверждается не только точностью китайской передачи имени, но и поразительным сходством их тамг»
О том, что часть аланских племён вошла в состав туркмен пишут также такие известные ученые как российский историк-востоковед и этнограф Н. А. Аристов, С. П. Толстов, академик А. А. Росляков, В. В. Бартольд со ссылкой на немецко-американского историка и синолога Ф. Хирта. Среди туркмен сохранилась этнографическая группа олам, проживающая в Ахалском велаяте Туркменистана, этнографическая группа улам — в Лебапском велаяте, а также род алам в составе этнографических групп салыр и йомут, имеющие древнее аланское происхождение и говорящие на туркменском языке. Предки туркмен-аланов из Лебапского велаята переселились туда с полуострова Мангышлак, где у них имелось укрепление Алан-гала, а южнее реки Атрек сохранился вал под названием Гызыл-Алан, на месте которого в древности была крепость, построенная аланами.

### Древнее туркменское искусство
Такие виды туркменского национального декоративного искусства и домашних промыслов как ковровые изделия, вышивки, ювелирные изделия и другие имеют древние традиции. На керамике и керамических изделиях (больших сосудах, найденных в погребениях и жилых помещениях) Южного Туркменистана V—III тысячелетий до н. э. имеются изображения центральных гёлей-орнаментов и периферийных орнаментов туркменских ковров, причём они, как и на современных туркменских коврах, оказались совершенно уникальными, так как встречаются только на территории современного Туркменистана.

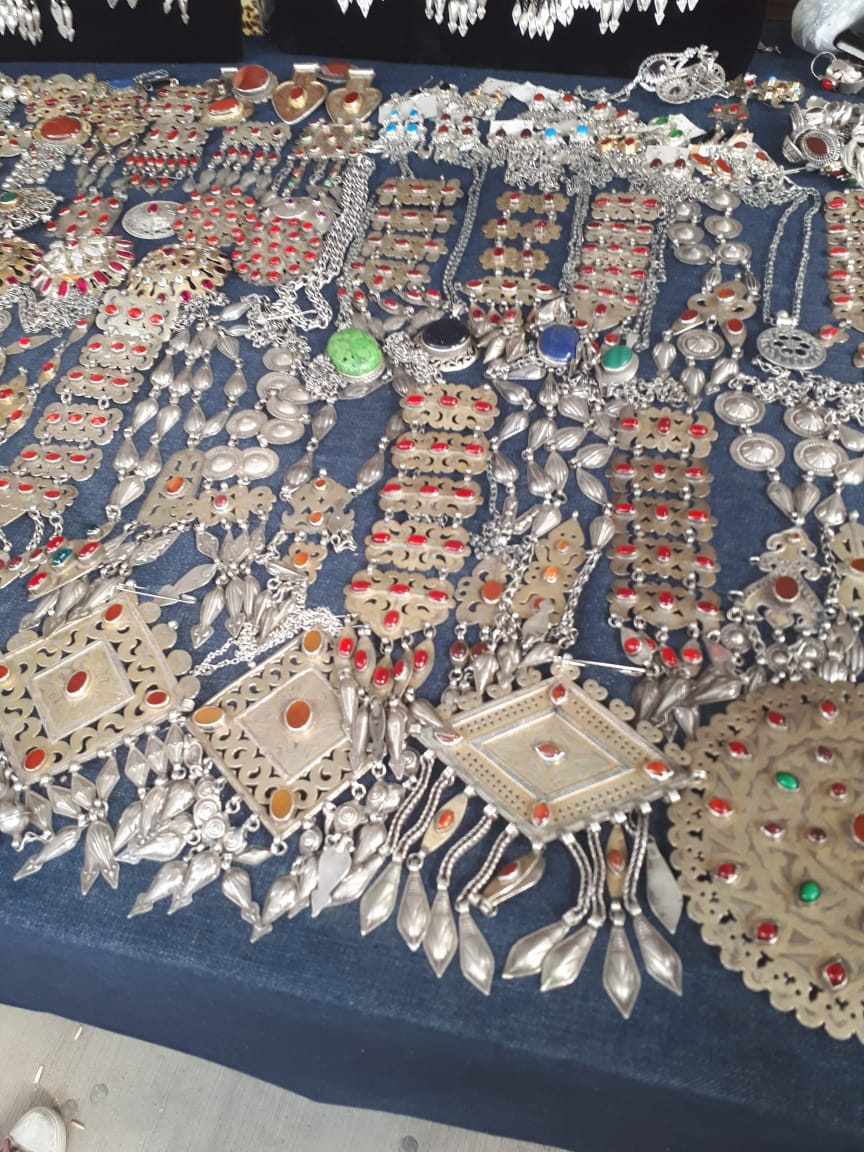
Туркменские ювелирные изделия

При изучении туркменских женских украшений, известный советский этнограф, доктор исторических наук Г. Васильева пришла к заключению, что общие черты таких украшений большинства туркменских племенных групп, манера их ношения свидетельствуют о единой этнической традиции туркменского народа. При исследовании находок археологов на территории Южного Туркменистана и смежных с ним областей V—VII вв. и IX—XIV вв., выявляется их большое сходство с украшениями современных туркмен. Основываясь на этих данных, становится очевидным этническая преемственность и культурная непрерывность туркмен нынешнего времени с древним населением западной части Центральной Азии гуннского (IV—V вв. н. э.) и даже парфяно-кангюйского (более 2 тыс. лет назад) периодов. На эту тему, известный туркменский историк М. Дурдыев пишет:
«Так, при раскопках на городищах Старая и Новая Ниса была обнаружена масса небольших бляшек из золота и бронзы, нашивавшихся на женскую и мужскую одежду парфян… При обследовании городища Старый Кишман в Мургабском оазисе в слоях шестого—седьмого веков была обнаружена скульптурка женщины в платье с нашивными круглыми бляшками. Эта традиция не нарушается и в более позднем времени и находит подтверждение в средневековом археологическом материале Туркменистана. Нашивные бляшки были встречены при раскопках городища Шехр-Ислам к северу от современного Бахардена. Исследовавший их член-корреспондент АН Туркменистана Еген Атагаррыев находит им прямые аналогии в современном женском туркменском костюме»

### Средние века

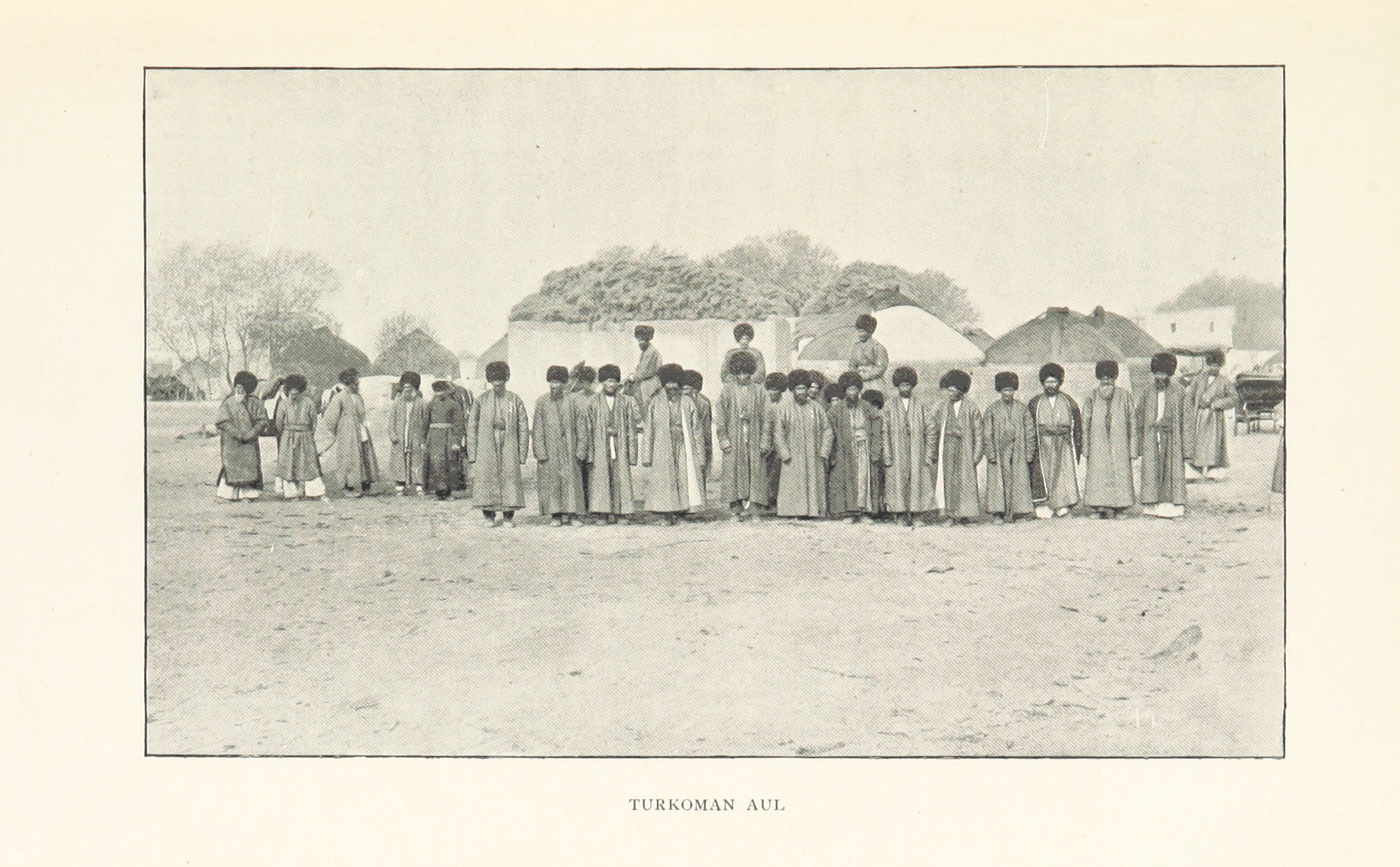
Туркменский аул

Дахо-массагеты, древние тюрки, средневековые огузы-туркмены делились на племена и роды, объединённые в племенные федерации, а также имели общую родословную своего происхождения. На основе её Рашид-ад-Дин (XIV в.), а в XVII веке Абу-ль-Гази написали свои знаменитые труды, «Джами ат-таварих» и «Родословная туркмен», соответственно. Сохранились также многочисленные варианты родословных (шеджере) и народных преданий о происхождении туркмен.
В VIII—X веках шёл процесс объединения огузо-туркменских племён, расселённых на огромной территории Средней Азии. Их борьба с отделившимися от основной массы огузов-туркмен племенем печенегов в X веке на Волге, закрепление за ними определённой территории, единство языка, вера в единого бога — Тангры, утверждение среди них самоназвания «туркмен» привели в X веке к ещё большей их консолидации.

Средневековый историк X—XI веках Абу-ль-Фадль Байхаки в своем произведении «История Масуда» называет огузов туркменами, используя этноним туркмен как синоним этнониму огуз. Средневековый лингвист XI—XII вв. Махмуд аль-Кашгари в своем труде «Диван Лугат ат-Турк» (Словарь тюркских наречий) отмечает, что огузы и туркмены есть один и тот же народ, также к туркменам он причисляет и крупное тюркское племя карлуков:
Огуз — одно из тюркских племён (кабиле), они же туркмены… Карлук — один из народов (джиль) кочевников, кроме гузов. Они также туркмены
Средневековый автор XI—XII веков, уроженец г. Мерв Шараф аз-Заман Тахир аль-Марвази называет туркменами огузов, принявших ислам:
К числу их могущественных племён относятся гузы… Когда они стали соседями мусульманских стран, часть из них приняла ислам. Они стали называться туркменами…Туркмены распространились по мусульманским странам, они проявили себя наилучшим образом, так что завладели большей их частью и стали царями и султанами
Другой средневековый историк и государственный деятель XIII—XIV веков Рашид ад-Дин причисляет к туркменам как огузов, так и такие крупные тюркские племена, как кыпчаки, канглы, карлуки и халаджи:
…Огузы, которых ныне всех называют туркменами и которые разветвились на кипчаков, калачей (халаджей), канглы, карлуков и другие принадлежащие к ним отрасли. 

Памятник Хорезмшаху Джелал ад-Дину Менгуберди, Ургенч, Узбекистан.

В X веке туркмены начинают играть ведущую этническую роль в Хорезме и становятся основным тюркским этносом государства в течение последующих нескольких веков, при этом Хорезм является одним из главных центров формирования всего туркменского народа:
«Территория Древнего Хорезма со столицей в Кёнеургенче может быть отнесена к одному из центров становления туркменского этноса. В домонгольское время предки туркмен составляли основной этнический пласт этого региона»
Туркменская династия Хорезмшахов-ануштегенидов правила в Хорезме в XI—XIII вв, при этом туркмены были одним из крупнейших этносов Хорезма вплоть до второй половины XIX века.
В состав туркмен вошли также и остатки тюрков-хазаров, которые стали известны под именем туркменского племени адаклы-хызыр, впоследствии хызыр-эли, которое наряду с другими туркменскими племенами, в XIV в. создало грандиозную ирригационную сеть в севере-западной части Хорезма, где построили город-крепость Ак-кала.

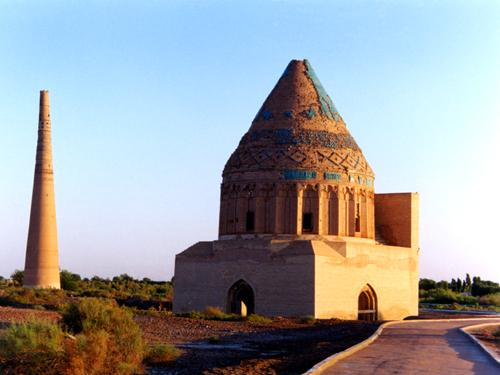
Мавзолей Хорезмшаху Текешу, происходившему из туркменского племени бегдили, Кёнеургенч, Туркменистан

Монгольское владычество в XIII веке оставило сравнительно незначительный след в этногенезе и облике туркмен. На их дальнейшее формирование огромное влияние оказали этнокультурные связи с соседями. Так, например, туркменские племена човдур, эрсары, сарык, салыр и др., жившие по соседству с народами кыпчакской группы тюркских народов на севере и на востоке, по антропологическому типу оказывались с определённой примесью монголоидной расы, а племена, жившие долго по соседству с иранскими народами, имели очень незначительную примесь монгольской расы.

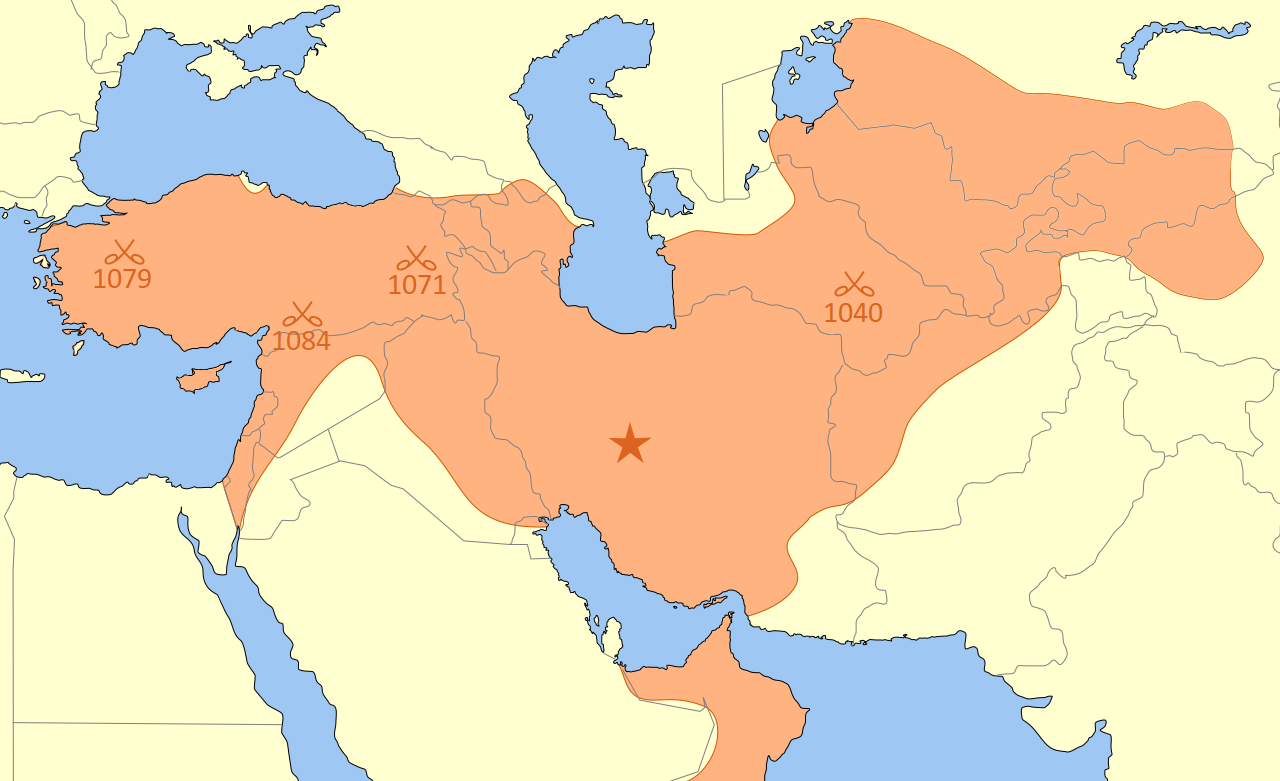
Карта Сельджукской империи, созданной туркменами из племени кынык

Начиная с XI века большие группы огузо-туркменских племён начинают массовые переселения из Центральной Азии на Средний Восток, в результате чего эти группировки составили тюркоязычный пласт при формировании таких народов как азербайджанцы и турки, а также основали целый ряд средневековых государств, таких как Сельджукская империя и Османская империя:
«Туркмены жили в это время в том же состоянии политической анархии, как на всём протяжении своей истории; характерно, что народ, из среды которого вышли основатели самых могущественных турецких империй, сельджукской и османской, никогда не имел собственной государственности»
Туркменские племена принимали участие во всех походах и войнах по расширению Сельджукской империи на территории современных Ирана, Турции и Сирии. Отдельные группировки туркмен также проникли на территорию Египта, где туркменские вожди занимали высокие государственные и военные посты. Часть туркмен далее достигла территории Испании.
Историк Даниэль Т.Поттс со ссылкой на В.Минорского отмечает три эпохи туркменского доминирования в Иране: эпоха сельджукского завоевания, эпоха государств Кара-коюнлу и Ак-коюнлу, а также эпоха Сефевидов.

### Туркмены в XVI—XVIII веках
Туркмены продолжали активно участвовать в делах Хорезма. В XVI в. всю область от Каспийского моря до г. Кёнеургенч занимали туркмены, в целом, они составляли вторую по численностью группу населения Хорезма после тюркизованных хорезмийцев:
«Население городов и земледельческих селений составляли прямые потомки древних жителей Хорезма, впитавшие в себя многочисленные пришлые, главным образом, тюркские элементы, и подвергавшиеся уже к этому времени полному отуречению по своему языку... Вторую значительную этническую группу составляли туркменские племена, расселенные, как указано, к западу и югу от оседлых районов ханства, а частично и внутри их».
В начале XVI века, Хорезм был захвачен правителем Бухары, чингизидом Мухаммедом Шейбани. Когда войска Шейбани были разгромлены Сефевидами, Хорезм вошёл в состав этого государства, однако жители северо-западного Хорезма — прежде всего, города Вазир, расположенного в северном Туркменистане — были недовольны сефевидским правлением. В 1511 году они пригласили другого чингизида, Абуль-Мансура Ильбарса, вместе с братом из Дешт-и-Кипчака, и провозгласили Ильбарса ханом Хорезма в г. Вазир, который на короткое время стал столицей всего Хорезмского государства (Хивинского ханства). Абуль-Мансур Ильбарс основал династию ханов Хорезма Арабшахидов, правившей в Хорезме до второй половины XVIII в. Кроме того, в г. Вазир на престол вступали другие ханы этой династии: Султан Хаджи-хан и Хаджи Мухаммад-хан. Начиная с 1512 года, столицей всего Хорезма вновь стал северотуркменский город Кёнеургенч.
Постепенное восстановление разрушенной монгольским нашествием и погромами Тамерлана ирригационной сети южного и среднего Хорезма способствовало сокращению количества воды, питающей канал Дарьялык. Резкий недостаток воды стали испытывать все районы, снабжавшиеся Дарьялыком — не только Вазир, но и Кёнеургенч — и в XVII в. оба города пришли в глубокий упадок. Одновременно с этим, политический центр Хорезма перешёл в Хиву, а хорезмский хан Абульгази переселил остатки населения Вазира и Кёнеургенча в южный Хорезм, где возвёл новый город — Янги Ургенч. Таким образом, во второй половине XVII в. завершился процесс запустения хорезмских городов Присарыкамышской дельты Амударьи, расположенных в северном Туркменистане.
В XVI—XVIII в. большая часть туркменских племён занималась охотой, земледелием, скотоводством и торговлей. Помимо этих мирных занятий, туркмены участвовали в военных операциях. На протяжении первой половины XVII в. шла непрерывная вооружённая борьба между туркменской военной знатью за преобладание в Хорезме, за контроль над основными торговыми путями. Применительно к XVII — первой четверти XVIII в. можно с уверенностью утверждать о наличии у туркмен национального и государственно-политического самосознания. Они умело вели боевые действия для защиты своей независимости, а также для усиления своего политического влияния в Хорезме и получения материальной выгоды. Военная тактика туркмен заключалась в том, чтобы применять внезапную, стремительную атаку на противника, который не подозревал о готовящемся нападении, и такое же быстрое отступление. Туркмены были умелыми и расчётливыми воинами, оказывавшим военную помощь союзникам и охраняющим их торговые караваны, но могли также выступить против них с оружием в руках, если их недавние союзники пытались посягнуть на суверенные права туркмен.

### Туркмены в XIX веке
Первый хорезмский хан из кунградской династии Мухаммед Эмин (1763-1790), а также последующие ханы Хорезма (Хивы), опирались на туркменские войска для борьбы с сепаратистскими действиями региональных хорезмских феодалов и племенных вождей. Туркмены помогали Кунгратским ханам в утверждении их власти, разгроме узбекской родовой аристократии и создании централизованного государства в Хорезме. Одновременно, хорезмские ханы начали проводить масштабные ирригационные работы в западных и северо-западных областях Хорезма (современный Туркменистан), населенных, в основном, туркменами. В XIX в. туркмены составляли наиболее боеспособную часть хорезмского войска, а в некоторых походах хивинских ханов, его войско состояло исключительно из туркмен.
Во время русско-персидской войны 1804—1813 годов российские дипломаты заключили союз с рядом туркменских племён против Персии. Туркменские племена не подчинялись ни Персии, ни Хивинскому ханству. Через туркменские земли пролегали торговые пути, но туркмены занимались не только скотоводством, но и разбойничьими набегами (аламанами) для увода скота, женщин и рабов, главным образом из Персии. Впрочем, ещё Вамбери заметил, что репутация туркменов как отчаянных, ни перед чем не останавливающихся головорезов не вытекает из коренных черт их характера, явившись результатом исторических условий, вековой борьбы с преследовавшими их сильнейшими врагами, скудостью природы страны, куда они были загнаны насильно.
В 1855 году туркменское племя теке во главе с Каушут-ханом одержало победу над вторгшейся армией хана Хивы Мухаммеда Амин-хана, а в 1861 году — нанесло поражение персидской армии Насреддина-шаха.
Во 2-й половине XIX века северные туркмены были главной военной и политической силой в Хивинском ханстве.
С основания на побережье Каспийского моря города Красноводска в 1869 году началось вхождение туркменских земель в состав Российской империи. В 1879 году туркменам-текинцам удалось отразить российское вторжение. Присоединение туркменских земель завершилось в январе 1881 года, когда русскими войсками после второй попытки крепость Геок-Тепе была взята.

## Туркменская культура

### Музыкальное искусство
Самые ранние сведения о музыкальной культуре древних туркмен дают предметы искусства Парфии, Маргианы и Хорезма (последние века до н. э. — начальные века н. э.), сохранившие изображения целого ряда струнных, духовых и ударных инструментов. Все они, судя по сюжетам на археологических находках, активно использовались жителями древнего Туркменистана в ритуально-культовых действах, связанных с религиозными, календарно-земледельческими обрядами и праздниками. По этим же сюжетам можно предположить и о существовании в те времена музыкально-танцевальных «коллективов», которые привлекались к обслуживанию дворцовых и храмовых церемоний. Их составляли, видимо, профессиональные певцы, инструменталисты и танцоры. Богатая и разнообразная музыкальная жизнь, отраженная в памятниках материальной культуры, получила дальнейшее развитие благодаря творческой исполнительской деятельности отдельных профессиональных музыкантов. Один из них — Барбад Мервези. Некоторые источники сохранили сведения, относящиеся и к средневековым туркменским музыкальным традициям. Например, в сообщениях историков Аммиана Марцеллина (IV в.), Менандра Протектора (VI в.), китайских хроник VI—VIII вв. идет речь о погребальных и других песнях огузов, о их музыке, исполняемой во время ритуалов.

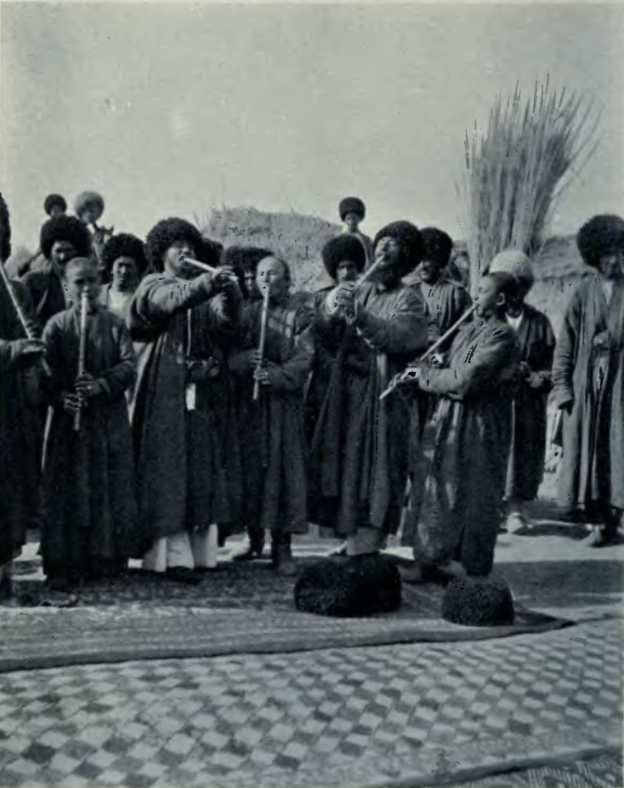
Туркмены играют на гаргы тюйдук, 1899 г.

Большой интерес для изучения истоков туркменской музыки представляет эпическое творчество древних туркмен-огузов, где, по мнению литературоведов, с самого начала существовало взаимодействие прозы, поэзии и музыки. Особо показательные в этом отношении тексты орхоно-енисейских рунических памятников (VI—VIII вв.) и эпические сказания туркмен-огузов, именуемые термином «Огуз-наме». Бесценным источником для изучения музыкальной жизни туркмен раннего средневековья является туркменский (огузский) героический эпос «Горкут Ата». Из него следует, что туркмены-огузы своих сказителей называли озанами (озан, узан), а главное действующее лицо эпоса Горкут Ата, слагающий песни и сказания о подвигах огузов, — прототип современных бахши. Здесь упоминаются также музыкальные инструменты туркмен-огузов (гопуз, сурнай, бору, нагара и др.), которые звучали на семейных и всенародных торжествах, во время боевых действий.
Рассредоточение огузо-туркменских племен на огромной территории в период сельджукских завоеваний оказало несомненное влияние на дальнейшее состояние туркменской музыки. В её традициях и по сей день сохранилось множество общих черт с музыкальными культурами азербайджанского и турецкого народов, в этногенезе которых заметную роль сыграли туркмены, мигрировавшие в Средние века на Средний Восток и Южный Кавказ.
Начиная примерно с XV в. главной фигурой в туркменской профессиональной музыке устной традиции становятся бахши, которые, являясь прямыми продолжателями искусства огузских озанов, заимствовали от них не только эпические традиции, но и некоторые сюжеты, вошедшие затем в созданные ими новые эпические произведения: «Гёроглы», «Шасенем-Гарып», « Саятлы-Хемра», «Хюрлукга-Хемра», «Неджеп- оглан» и другие. Как и в эпосе огузских озанов, в большинстве из них главными героями выступают сами бахши (здесь они часто именуются словом ашик), а их искусство обладает магической силой. Кроме того, дестанное исполнительство бахши, как и у озанов, имеет синтетический характер: рассказываемый поэтический текст, поющиеся стихотворнопесенные части, артистизм и мастерство исполнителям в пении, игре на дутаре, красноречии, импровизации — все они находятся в тесной взаимосвязи друг с другом, составляя одно целое, и выполняют важную роль в раскрытии образно-эмоционального содержания исполняемого произведения. Выступление бахши, исполняющего дестан в полном смысле можно назвать литературно-поэтическим и музыкальным театром одного актёра.

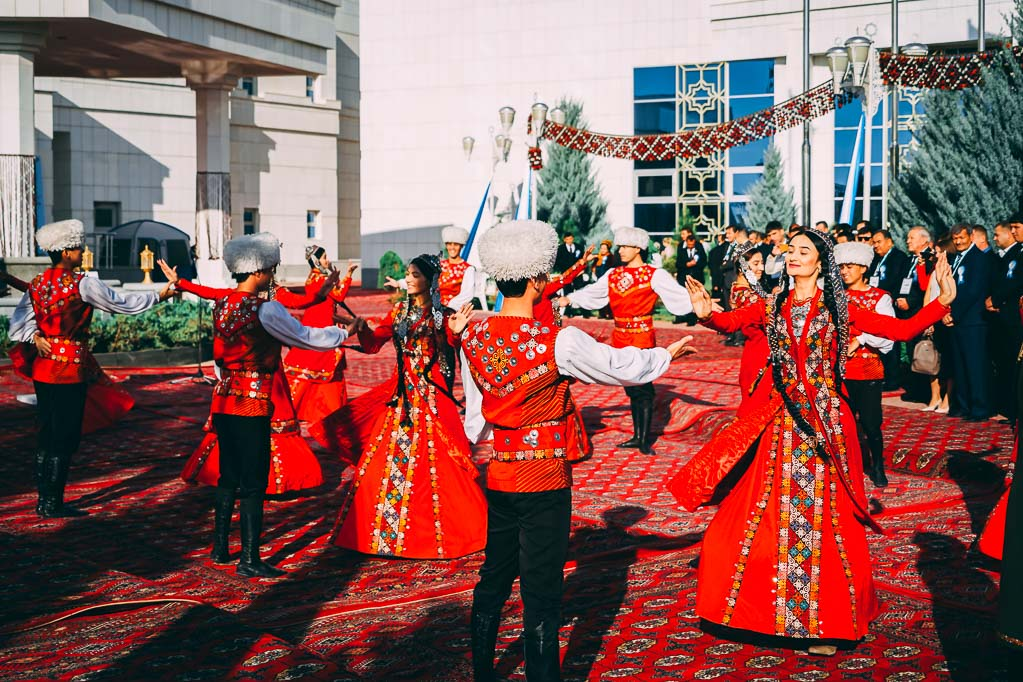
Туркменский танец

Огромное влияние на развитие всех сторон духовной жизни туркменского народа оказало творчество Махтумкули. Ещё при его жизни многие сочиненные им произведения становились поэтической основой песен бахши. Возможно, что именно в этот период (XVIII в.) и происходит разделение бахши на дестанчы (сказителей) и тирмечи (песенников), которое сохраняется до сих пор. В XIX в. большую известность приобретают песни бахши, исполняемые на стихи Кемине, Сейди, Зелили, Молланепеса и других. Исполнительское искусство бахши, достигшее в это время своего наивысшего расцвета, оказало значительное влияние на развитие другой ветви туркменской профессиональной музыки устной традиции — инструментальной.
Длительный процесс эволюции и совершенствования народных музыкальных инструментов происходил параллельно с процессом формирования самого туркменского народа и в соответствии с особенностями его жизненного уклада, характера, психологии и мировоззрения. Большинство инструментов когда-то было связано с ритуально-обрядовой практикой. Многие из них, потеряв свои прежние функции, превратились в детскую музыкальную игрушку, женскую забаву или же в профессиональные инструменты. Условно их можно разделить на две группы.
К первой относятся инструменты с магическими и обрядовыми функциями, которые помогали, по поверью туркмен, отгонять злых духов. Это деп (депрек) — ударный инструмент типа бубна с круглой деревянной обечайкой, кожаной мембраной и маленькими железными колечками, закрепленными с внутренней стороны обечайки. Деп — прямой потомок бубнов, изображенных на нисейских ритонах. На нём играли женщины-туркменки, аккомпанируя своему ритуально-магическому танцу «чапак». Шалдырак представлял собой звенящую палку, которую использовали дивана (дервиши) для изгнания «нечистых сил». Источником звука служили маленькие колокольчики, разные металлические подвески, прикрепленные к палке. Джанг — небольшой колокольчик, навешиваемый на шею одного из животных в стаде или же на шею верблюда, идущего впереди (или в конце) каравана. Дувме представляет собой маленькие бубенчики, навешиваемые на колыбельке ребёнка, или же пришиваемые на верхние одежды детей и женщин в качестве оберега. Детский хызлавук состоит из зазубренного диска, диаметром 6-8 см, сделанного из сухой тыквенной корки или толстой кожи. В центре диска — два отверствия, через которые проходит сложенный вдвойне шнурок длиной 35-40 см. Источником звука является диск, вращаемый попеременно в разные стороны при помощи скрученного сперва двойного шнурка. Ушгулевук-слепленная из глины в форме горного козла или птицы детская свистулька с двумя игровыми отверстиями. Гопуз (губной варган), являющийся древнейшим инструментом, встречается у многих народов. У туркмен он девичий инструмент для исполнения пьес подражательного характера. Туркменский гопуз состоит из металлической подковообразной основы с параллельно вытянутыми концами и прикрепляемого в её середине тонкого стального язычка.
Вторую группу составляют инструменты внеобрядового музицирования. Это дилли тюйдук — духовой язычковый инструмент длиной 13-14 см, который изготавливается из сухого тонкого камыша с полым стеблем. Он имеет на лицевой стороне надрезной одинарный язычок и три (иногда четыре) игровых отверствий. К его разновидностям относятся дилли тюйдук без игровых отверстий, используемый и поныне, и гоша (парный) дилли тюйдук, который бытовал ещё в начале XX в. У туркмен племени гёклен дилли тюйдук получил распространение под названием баламан. Как и в других подобных язычковых инструментах, на дилли тюйдуке возможно регулирование высоты звука каждого отверстия силой вдуваемого воздуха и значительное расширение его звукоряда путем зажимания зубами на нижнюю часть язычка инструмента. Репертуар дилли-тюйдукчи разнообразен: это небольшие пьесы шуточно-подражательного характера, напевы песен фольклорного происхождения, а также инструментальные версии сложных по мелодике и строению песен бахши.
Гаргы тюйдук (открытая продольная флейта) — один из древнейших музыкальных инструментов, аналоги которого используются в музыкальной практике многих народов. Он делается из полого стебля зонтичного растения, называемого в народе «гаргы гамыш», и иметь шесть игровых отверстий: пять на лицевой стороне, одно — на тыльной. Воспроизведение отсутствующих в основном звукоряде звуков достигается изменением положения губ, регулированием силы вдуваемого воздуха или же полуоткрыванием игровых отверстий. Гаргы тюйдук — сольный и ансамблевый инструмент, на котором исполняются в основном песенные мелодии. Имеются также инструментальные пьесы, созданные народными музыкантами прошлого специально для гаргы тюйдука. На нем аккомпанируют и певцам (янамачы), исполняющим в «тюйдуковой» манере народные лирические песни и популярные песни бахши.
Дутар — струнно-щипковый инструмент, который в течение последних пяти-шести веков был самым распространенным и самым любимым инструментом туркменского народа. На нем играют бахши и сазанда (дутарчы) — ведущие носители туркменской профессиональной музыки устной традиции. Корпус современного дутара изготавливается из цельного куска тутового дерева, а гриф его — из абрикосового. Инструмент имеет две стальные струны (отсюда и его название) и тринадцать фиксированных металлических ладков (до 1930-х годов струны и ладки были шелковые), которые дают хроматический звукоряд в пределах октавы с прибавленной к нему сверху большой секундой. Традиционная настройка дутара — квартовая. Туркменский дутар, как и одноимённые инструменты других восточных народов, по генеалогии прямо связан с теми длинными лютневыми инструментами, изображенными на археологических памятниках древнего Туркменистана, а его непосредственным предшественником является гопуз, который в послеогузский период был известен также под названиями «тюркский танбур (тамбур)» и «тюркская танбура (тамбура)». Не случайно в некоторых регионах Туркменистана дутар по-прежнему именуется словом «тамдыра», происходящим именно от «тамбура». Дутар в первую очередь считается аккомпанирующим пению бахши инструментом. Он широко используется также как сольный и как ансамблевый инструмент, на котором исполняются дутарные версии популярных песен бахши и инструментальные пьесы, созданные специально для дутара.
Туркменский гыджак — это точный или близкий аналог струнно-смычковых инструментов, широко применяемых в музыке многих народов Средней Азии и Южного Кавказа. Название инструмента образовано, видимо, от глагола «гыджамак» («скрипеть»), означающего в туркменском языке действие, которое происходит при трении предметов друг о друга. Следовательно, гыджак, на котором звук извлекается путем трения смычка о струны, означает «скрипучий», «производящий скрип». По сообщениям народных музыкантов, в музыкальную практику туркмен гыджак вошёл только в XIX в.; сперва он появился среди хивинских туркмен, затем в Западном Туркменистане, а в конце века — в Ахале. Корпус гыджака прежде изготавливался из тыквы или привозного кокосового ореха, а все три его струны были шелковые. В XX в. корпус инструмента стали делать из цельного куска тутового дерева, а шелковые струны заменены на металлические. Настройка гыджака, как и раньше, квартовая. Гыджак используется как аккомпанирующий пению бахши (в ансамбле с дутаром или с дутарами), сольный и ансамблевый инструмент. Его репертуар идентичен репертуару дутара, но есть и отдельные пьесы, исполняемые только на гыджаке.
Песенный фольклор сопровождал жизнь туркмен от рождения до самой смерти. Этот пласт национального музыкального наследия условно можно разделить на трудовые песни (простейшие по мелодике и строению песни-заклинания, связан-ные со скотоводческим бытом и земледельческими работами); обрядовые (календарные песни-гадания, звучащие в ночь на Новруз-байрам, а также для вызывания дождя и так далее, свадебные, исполняемые во время проводов невесты из родительского дома «яр-яр», куплеты-причитания невесты и её подруг, реликтовая брачная песня «ак-гёк гейдирме», похоронные причитания «агы», то есть плач, религиозные, исполняемые во время зикра, в первый день ураза-бай- рама); лирические (несколько разновидностей женских «ляле», а также более развитых по музыкально-поэтическому строению, считанные образцы мужских) и детские (прежде всего, это творчество самих детей: множество считалок, произносимых речитативом перед началом игры для распределения участников на группы и определения ведущего игрока, старинные песенки-заговоры, при помощи которых дети обращаются к растениям, животным, явлениям природы, чтобы они осуществили желаемое действие). К числу туркменских детских песен можно отнести и колыбельные «хювди», «алла», созданные взрослыми специально для детей. Их название связано с распеванием после каждого куплета слов «хувва-хув» или «алла-хув», имеющих такое же значение как русское «баю-бай». В этих песнях, исполняемых матерью, бабушкой или сестрой ребёнка, велик элемент импровизации.
Основу песенного фольклора составляет профессиональная музыка устной традиции — важный и могучий компонент всей духовной жизни туркменского народа. Возникнув на основе богатого различными видами и жанрами народного творчества и развиваясь в тесном взаимодействии с национальной литературой, она всегда носила демократический характер и служила интересам всего общества. Её носителями в туркменской среде стали бахши (певцы и сказители, сопровождающие свое исполнение игрой на дутаре) и сазанда (исполнители инструментальной музыки на дутаре, гыджаке, гаргы тюйдуке, дилли тюйдуке), своеобразное и неповторимое искусство которых формировалось в результате усвоения ими передающихся изустно от поколения к поколению, от мастера к ученику многовековых художественных традиций и их дальнейшего усовершенствования в живой исполнительской практике.

### Туркменское коневодство

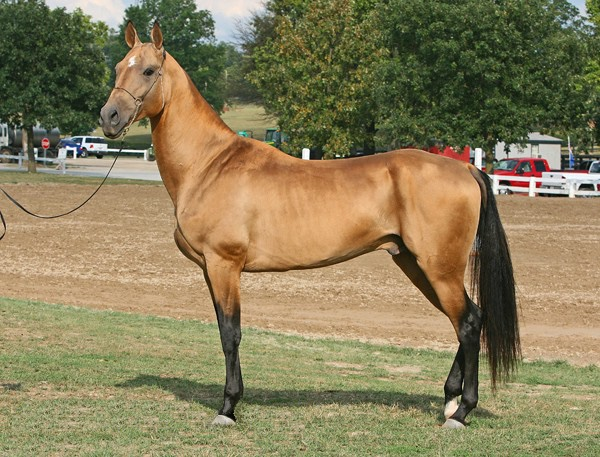
Туркменская ахалтекинская лошадь

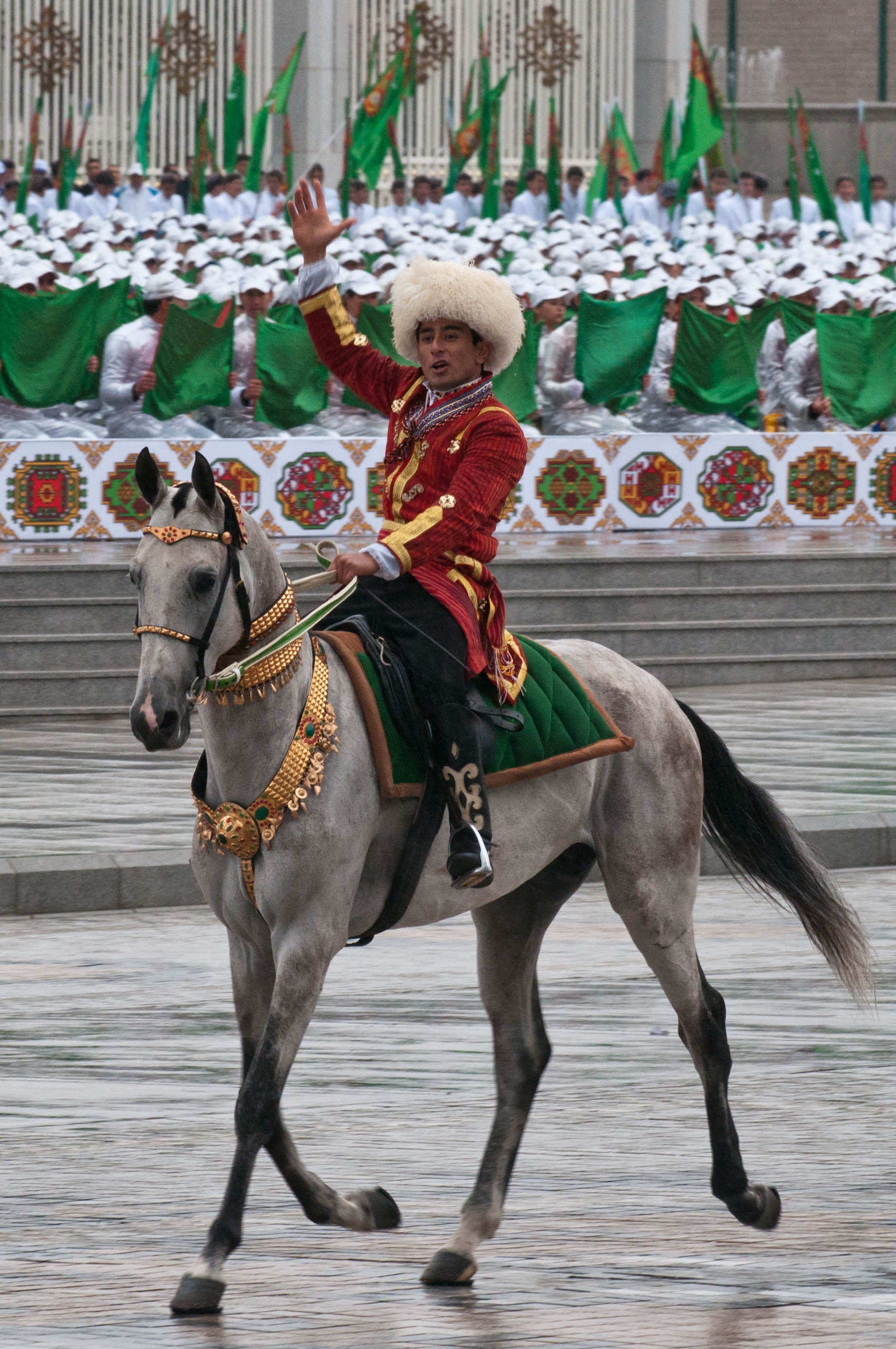
Туркменский всадник в день независимости Туркменистана

Туркменское коневодство имеет чрезвычайно древнюю традицию, а самая известная туркменская порода лошадей, ахалтекинская, была выведена, предположительно около пяти тысяч лет назад. Ахалтекинская порода — это древнейшая из культурных пород, оказавшая влияние на многие породы — арабскую, чистокровную верховую (или английскую скаковую, англ. Thoroughbred) и другие. Относится, наряду с чистокровной верховой и арабской, к числу чистокровных пород, так как является эталонной верховой лошадью и на протяжении 5000 лет не имела скрещиваний с другими породами. Хорошо приспособлена к сухому жаркому климату и прекрасно акклиматизируется в других условиях. В литературе встречаются названия ахал-текинская, текинская или туркменская лошадь.
На породу оказал влияние тот уклад жизни, который был присущ туркменам. Особенности кормления, традиционного тренинга и использования — сочетание резвых скачек на короткие дистанции и длинных изнурительных походов — всё это сказалось на экстерьере и интерьере (внутренних особенностях) породы: лошади стали поджарыми и сухими, без лишнего жира, необыкновенно выносливыми и не требовательными к количеству (и к качеству) пищи.

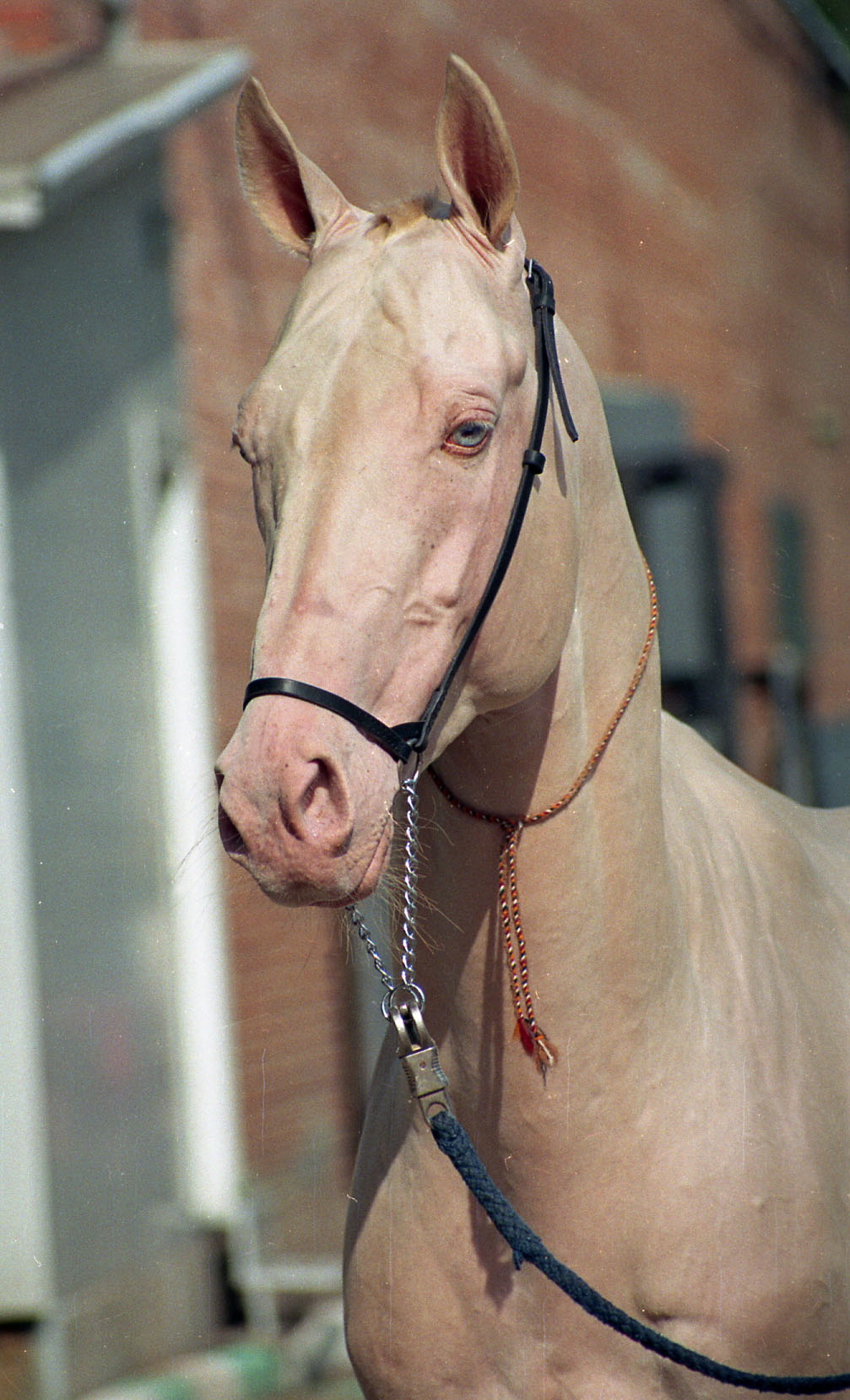
Туркменская лошадь ахалтекинской породы (изабелловая масть)

Ахалтекинская лошадь очень хороша для верховой езды, её движения эластичны и не утомительны для всадника. При этом грубость или пренебрежение ранят ахалтекинца гораздо сильнее, чем многих других лошадей. Как и все чистокровные лошади, ахалтекинская порода никак не соответствует роли «спортивного снаряда», выполняющего любые требования всадника, он требует особого подхода. Поэтому многие спортсмены, привыкшие к более флегматичным и безотказным полукровным лошадям, считают ахалтекинцев тяжёлыми в работе. Но в руках умного и терпеливого всадника ахалтекинская лошадь способна показывать высокие спортивные результаты.
Будучи потомками диких и одомашненных лошадей, которые выращивались в условиях суровой пустыни и жили в песках Каракумов, ахалтекинцы не могли не унаследовать от своих предков невероятную выносливость и приспособленность к окружающим условиям. Именно условиям вязких песков ахалтекинцы обязаны своим необычным аллюрами: во время движения шагом и рысью, кажется, что лошадь плавно плывёт над землёй, не касаясь её ногами. Такой способ передвижения помогал ахалтекинцам с лёгкостью ходить даже по зыбучим пескам.
Несмотря на свою тонкую нежную кожу и очень короткую шерсть, ахалтекинская лошадь может переносить температуру в широком диапазоне — от −30 до + 50 °C, а также серьёзные перепады температур.

### Народные промыслы и ремёсла

#### Ковроделие

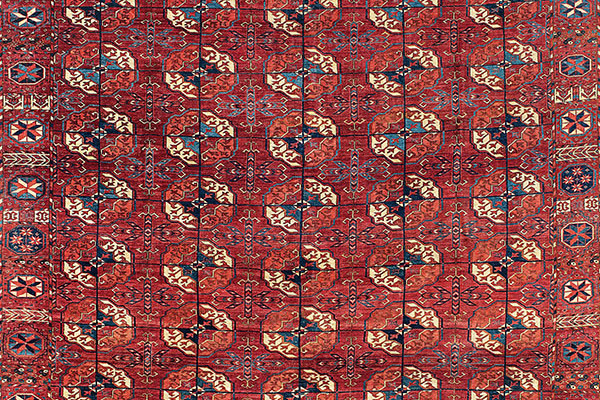
Туркменский ковер текинского образца

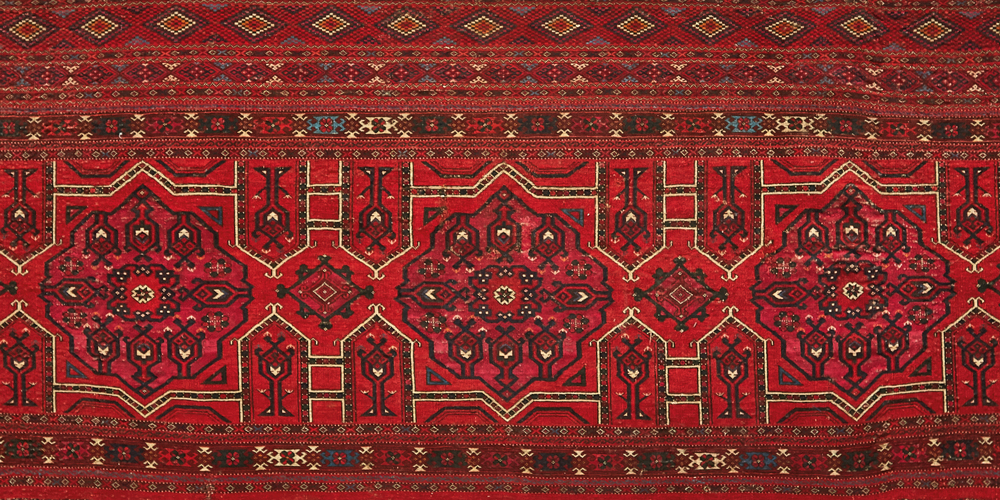
Туркменский ковер салырского образца

О глубинных истоках туркменского ковроделия свидетельствуют образцы расписной керамики IV—III тысячелетий до н. э. из Геоксюра, Алтын-депе, Намазга-депе, Улуг-депе, Кара-депе, Ак-депе под Ашхабадом и других памятников эпохи энеолита и ранней бронзы. На это впервые обратила внимание крупнейший исследователь среднеазиатских ковров, этнограф В. Г. Мошкова. Именно туркменские ковры, по словам археолога В. И. Сарианиди, обнаруживают большое сходство в своих орнаментах с рисунками архаичной местной керамики и вместе с тем отличаются от ковров персидских и кавказских. Туркменские ковры имеют густой, ярко-красный фон, по которому нанесён штрих и тот же приём наблюдается на древней южно-туркменской посуде с их красной фоновой облицовкой. Но не керамический орнамент повлиял на ковровые узоры, а наоборот, плетённые и тканные изделия из названных археологических памятников, выработавшие парадный и орнаментальный стиль, отразились на характере мотивов расписной керамики. Сами остатки тканных изделий в жарком климате Туркменистана сохраниться столь долго не могли, но в погребальных камерах Алтын-депе, в могильниках Сумбарской долины (Пархай) найдены отпечатки циновок, сплетённых из разноцветных нитей. Наконец, как отмечает археолог Л. Б. Кирчо, бесспорные свидетельства ткачества — грузики для ткацкого станка — представлены на всех ступенях развития древнеземледельческих культур Южного Туркменистана.

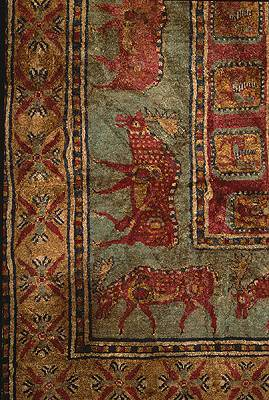
Фрагмент пазырыкского ковра

Первым зримым свидетельством ворсового ковроткачества предков туркмен стал Пазырыкский ковёр, обнаруженный на Алтае, куда в античное время переселились из Прикаспия некоторые сако-массагетские племена, принёсшие собой древнее искусство ковроделия. Славилась своими коврами и Парфия, причём парфянский якорь — царский знак Арсакидов — сохранился в стилизованном виде и на современных коврах, особенно йомудских. Лишь к XIII веку восходят письменные известия о коврах туркмен. Знаменитый итальянский путешественник Марко Поло, побывавший в 1271 году у туркмен-сельджуков в Малой Азии, писал: «Выделываются тут, знайте, самые тонкие и красивые в свете ковры, а также ткутся отменные, богатые материи красного и другого цвета». Ковры туркмен можно видеть на картинах и фресках мастеров Итальянского Возрождения XIV—XV веков, персидских миниатюрах эпохи Тимуридов. В позднем средневековье и вплоть до XIX века эти ковры попадали на рынки других стран Азии и в Европу в основном через Бухару, поэтому во многих старых публикациях они ошибочно назывались бухарскими.

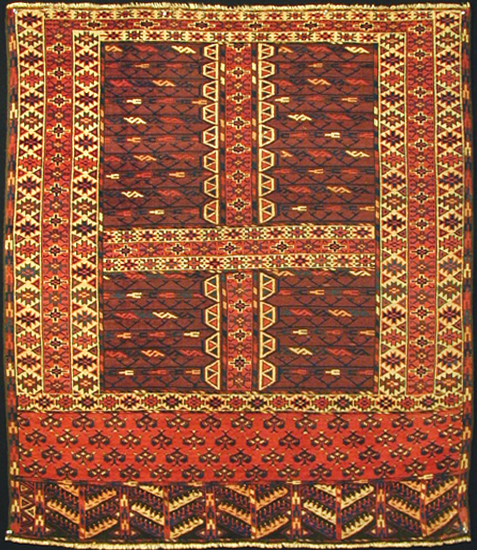
Туркменский ковер йомудского образца

Ковры имели многофункциональное и огромное эстетическое значение в жизни туркмен. Условия полукочевой жизни скотоводов диктовали максимальное облегчение их предметного мира, поэтому именно ковры и ковровые изделия заменяли собой полы (халы), стены (умур-думан, ой-юпи) и двери (энси) в юртах, обрамления, оформлявшие вход в жилище (гапылык, гермеч), мебель (настенные ковровые мешки для хранения утвари и одежды: торба, чувал, ук-уджи, икселик) и дорожную сумку (хорджун). Служили они и украшениями для коней (am халы, эерлик, ичирги) и верблюдов, наряженных для свадебных процессий (асмалык) и др. Преобладающий цвет в туркменских коврах — красный (от светлых киноварных тонов до тёмно-вишнёвого. Красный цвет занимает обычно 70-75 % всей их площади. Основной элемент композиции коврового узора — это гель, который подразделяется на несколько видов в зависимости от племени и места выработки.
При ручном ковроткачестве ворс образуется путём завязывания узлов из разноцветной пряжи на грубых нитях основы. На поверхности ковра в 1 кв. дециметр, то есть на площади, равной всего лишь двум человеческим ладоням, туркменская ковровщица завязывает вручную без всякого инструмента от двух до семи тысяч узлов. Наиболее распространены в туркменском ковроделии полуторные узлы (ýaraçitme) и реже — двойные узлы (doçitme). Концы ворсовых узлов выводятся на лицевую сторону и равномерно обрезаются ножом, формируя опорную поверхность на особо прочном каркасе ткани, состоящем из крученых нитей основ и утка. Узлы располагаются горизонтальными рядами. После каждого ряда пропускаются нити утка, а затем металлической гребенкой (demir darak) весь ряд плотно прибивается к предыдущему. Ткани полотняного переплетения, где орнаментальные узоры выполняются стежками-косичками «ойдум», называются паласами, или безворсовыми коврами. По материалу, технике и назначению они близки к коврам, их узкие стороны также заканчиваются бахромой. Сырьём для ковроделия является сараджинская шерсть, получаемая от весенней стрижки местных пород овец. Крашение ковровой пряжи в прошлом осуществлялось прочными естественными красителями, играющими важную роль в долговечности и ценности ковров.
Туркменские ковры, вырабатываемые в последние века, классифицируются по родоплеменной принадлежности (текинские, йомудские, эрасыринские, сарыкские и др.). По технике изготовления и декоративно-художественным особенностям они условно делятся на три группы:
1. Текинские, ахалтекинские, пендинские составляют 70-80 % всех туркменских ковров. Это изделия очень высокой плотности (от 220 до 400 тыс. узлов на 1 м²). В отдельных коврах, в особенности в мелких ковровых изделиях (чувалах, торбах) плотность бывает и выше. В основе орнамента здесь лежит «гушлы гёль», «салыр гёль», «айна гёль», «чакмак гёль» и др. Ковры именно этой группы получили всемирную известность.
2. Йомудские и човдурские по своеобразию орнамента стоят обособленно от остальных туркменских ковров. Их средняя плотность — от 140 до 220 тыс. узлов на 1 м².
3. Беширские, эрсаринские, гызылаякские известны под общим названием «амударьинские». Особенностью этой группы являются большие размеры и сравнительно невысокая плотность (от 80 до 150 тыс. узлов на 1 м²).

Центральное поле текинского ковра обрамляется обычно трёхрядной особо орнаментированной каймой и всегда одноцветной бахромой. Часто на кайме можно видеть орнамент şelpe — небольшие восьмиугольные фигуры, окружённые со всех сторон подвесками, иногда они похожи на жучков. Бывают в узоре каймы и явно зооморфные фигуры: птицы, бараны, джейраны, собаки и верблюды. Особенности окаймлений, так же как и различие гёлей, отличают ковры разных племён. На йомудских коврах может быть до семи окаймлений и пестрая бахрома. У старинных салырских ковров окаймление, напротив, очень узкое, но сделана пышная синяя или чёрная бахрома, а саму ткань ковра вплетаются шёлковые нити, придающие ему особенный блеск. На йомудских коврах встречается очень своеобразный узор в виде вертикально идущих рядов из стилизованных орнаментальных мотивов: ak gaz — «белый гусь», фактак — «огниво», bostan — «цветущий сад», а на кайме — орнамент owadan (в переводе — «красота»), похожий на волнистый побег или ветку. Тем не менее, как считает В. С. Залетаев, изображения животных при всей их предельной стилизованности и условности надо признать первичными, а зооморфный по происхождению орнамент в целом безусловно преобладающим и типичным на всех туркменских коврах (в отличие, например, от растительного узора персидских ковров).
Искусствовед Г. И. Саурова, анализируя художественный образный язык ковров, подчеркивает, что «туркменский орнамент представляет собой максимально обобщённую трактовку предметов реального мира. Геометризованный характер коврового орнамента определили древние образцы орнаментального искусства и, возможно, этому в какой-то мере способствовали технические особенности ковра: горизонтальная система рядов вязки и вертикальная — нитей основы. Строгость является стилистическим своеобразием туркменского ковра. Это в равной степени относится к цвету, орнаменту, ритму и к композиции».

#### Ювелирное дело

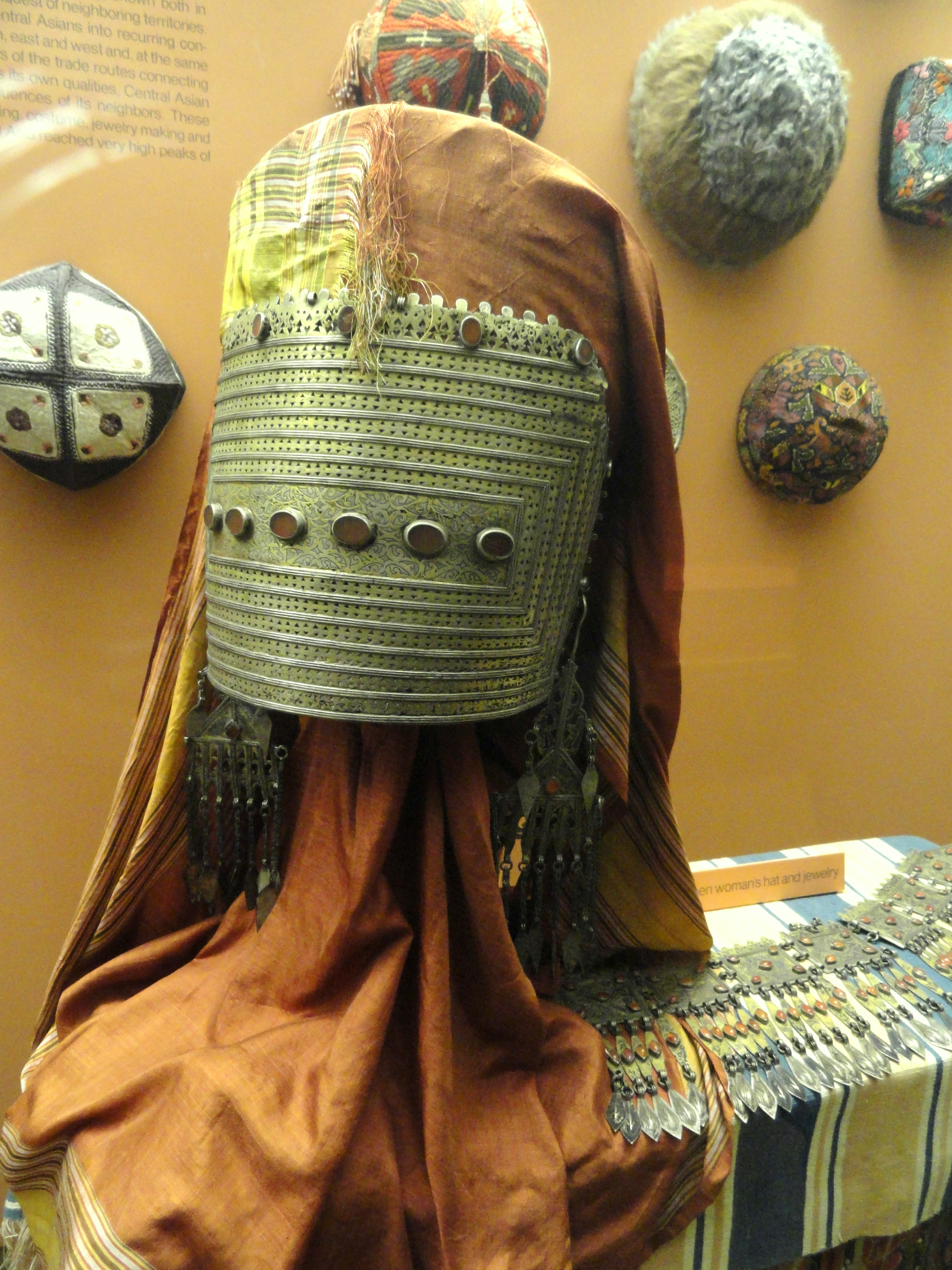
Туркменские ювелирные украшения

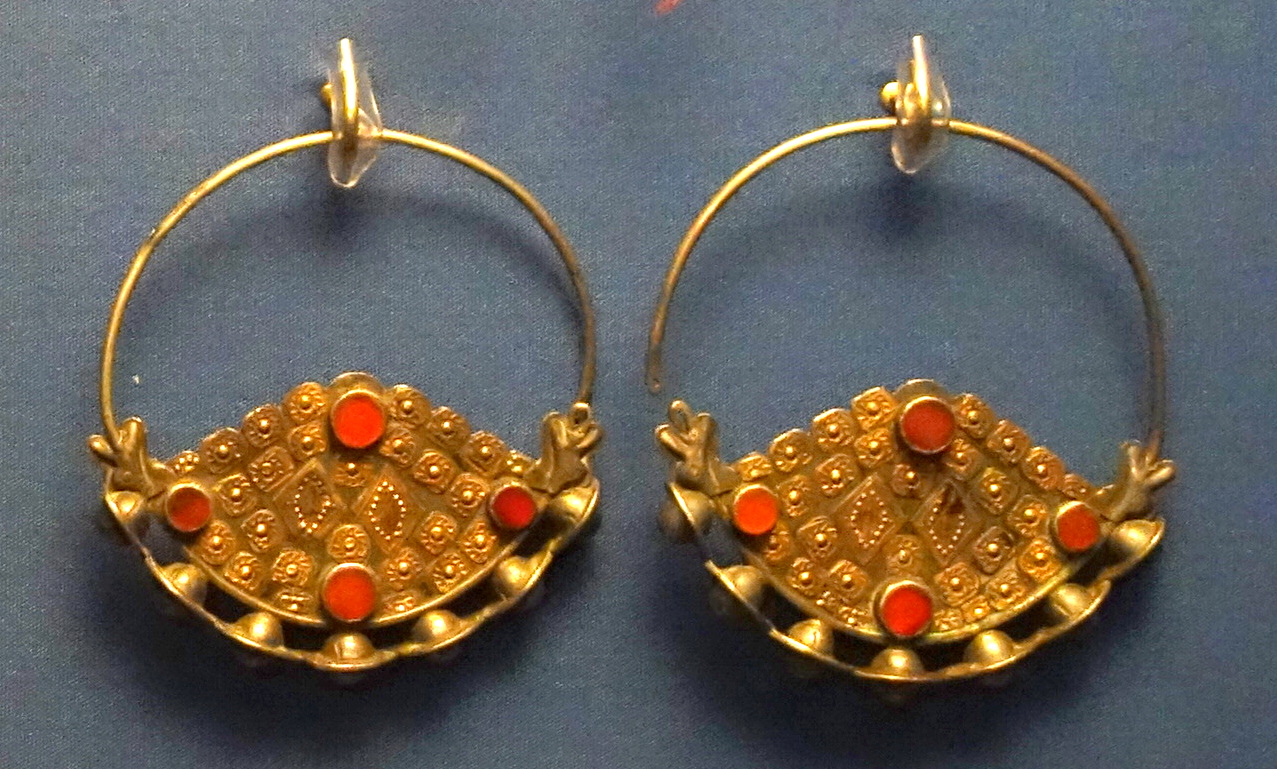
Туркменские ювелирные украшения

Ювелирное дело значительно моложе кузнечного или иных утилитарных ремесел, тем не менее оно также является одним из древнейших видов обработки металлов (серебро, золото). В течение многих веков, передавая приемы мастерства из поколения в поколение, туркменские ювелиры сохранили самобытность ювелирного искусства. При тщательном просмотре музейных образцов ювелирных изделий, датируемых XVIII—XIX в., нельзя не восхищаться высоким художественным уровнем их исполнения. Излюбленным металлом для производства ювелирных украшений являлись серебро и золото, из каменьев — сердолик, бирюса, яшма, отчасти — цветное стекло (синие, зелёное, красное). Весь металл был привозным. Комплекс женских украшений состоит из нескольких групп. Это головные, нагрудные, торсовые, накосные и наспинные, поясные, набедренные сумочки, наручные браслеты, ножные браслеты. Кроме того, ювелиры нередко занимались украшением сбруи для коней.

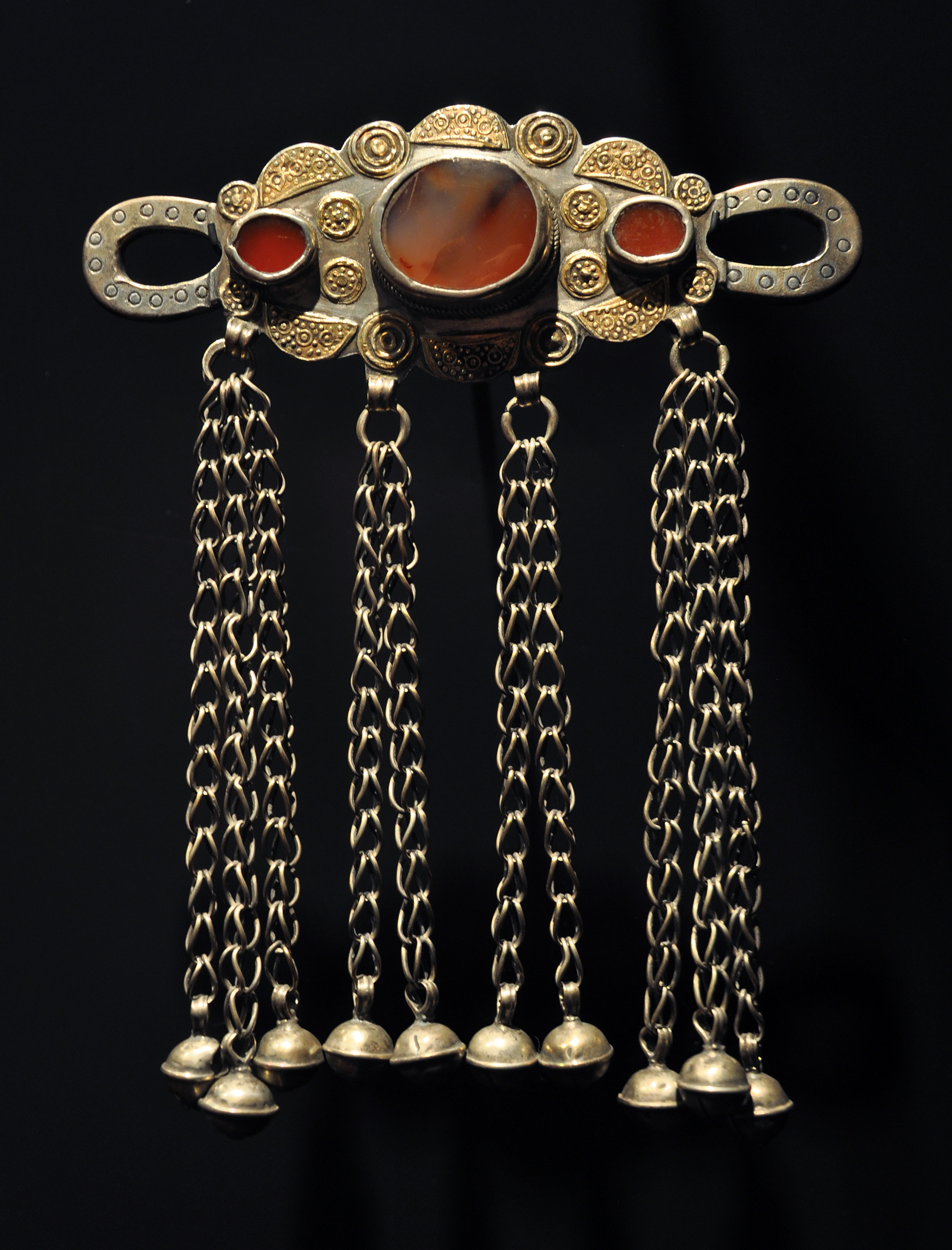
Туркменское ювелирное украшение

Ювелиры Туркменистана, в том числе и северных районов, очень часто использовали различные геометрические конфигурации, облагораживая их пробивным или гравированным орнаментом. Формы отдельных украшений уподоблены живым существам: птицам в полёте, жукам, зайцам и др. За редким исключением они не находят аналогов среди украшений других народов. В то же время легко обнаруживается связь с декоративным искусством Парфии, Маргианы и других древних культур Туркменистана.
Набор инструментов ювелира был достаточно разнообразен: небольшой горн и мехи с вертикальными взмахами, наковаленки, тиски, молотки различных габаритов, щипцы, зубильца для рубки металла, бородки для пробивки отверстий, резцы для прорезывания орнамента, гравировальный инструмент, ножницы, клещи, керья с отверстиями различного диаметра для получения серебряной проволоки, штампы для получения различных форм подвесок и другие.

#### Вышивание

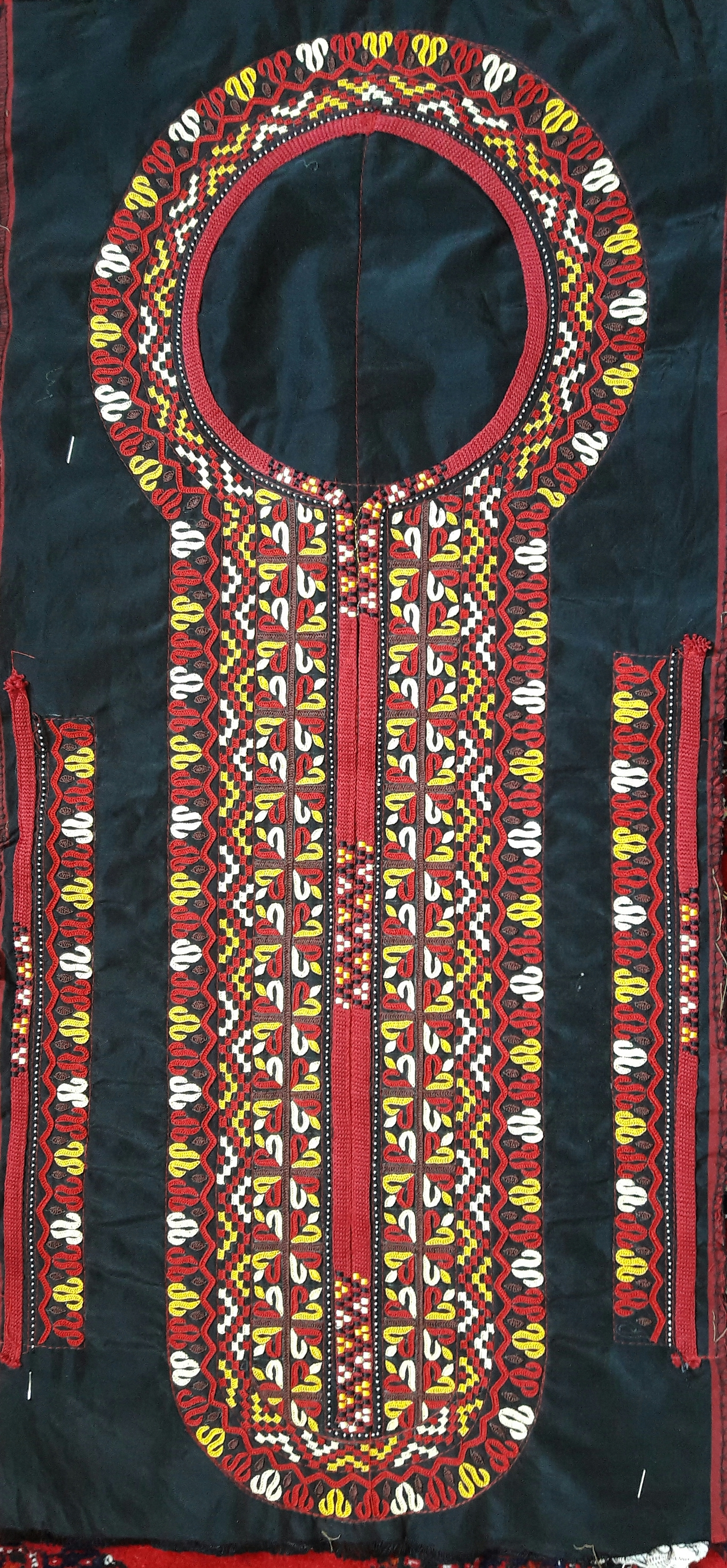
Туркменская вышивка на женское платье

Туркменская изобразительная вышивка стала распространена в скифский период и в другие периоды достигло большого совершенства. Известно, что туркмены с давних времен занимались производством шелка как основной материал при вышивки и туркменские женщины и девушки вышивали цветными шелками свои платья. Все эти дела ярко выражаются в песнях туркменских женщин и в устной туркменской литературе.
Основные материалы для туркменской вышивания — это нитка и ткань. Есть несколько видов нитей: натуральные нити, такие как шелковые и хлопковые нитки; синтетические и акриловые нитки. Что касается видов тканей, то для вышивания обычно используются шелковые и шерстяные ткани.
У туркмен принято расшивать цветными шелками девичьи и мужские тюбетейки (тахья), ворот и рукава женских платьев (а в более отдаленное время и мужских рубах), нижнюю часть штанов, выступающих из-под платья, различные небольшие сумочки для хранения мелких вещей.

#### Ткачество
Ткачество — один из видов домашнего ремесла туркмен — уходит своими корнями в глубокое прошлое. Во время раскопок многих античных и раннесредневековых поселений на территории Туркменистана археологами обнаружены фрагменты хлопчатобумажных и шерстяных тканей, анализ которых не исключает местное производство: основа и уток (поперечные нити) имеют одинаковую толщину, пряжа одинарная, переплетение простое. Приёмы ткацкого ремесла туркменок аналогичны домотканому производству других народов. Сначала следовали три стадии подготовки различных по типу нитей. Для получения хлопчатобумажной нити: очистка хлопка от семян при помощи небольшого станка, разрыхление полученного волокна при помощи прутьев, скатывание в небольшие пучки; прядение волокна при помощи прялки, ссучивание его в нить и сматывание нитей в мотки; наматывание нитей на челнок мм и шпульку. Для шерстяной нити: мытьё и сушка шерсти, трепание прутьями до получения пушистой массы; расчёсывание на гребне, разрыхление, пряжа и скручивание в нить при помощи веретена, сматывание в мотки; окрашивание мотков. Для шёлковой нити: очистка и разматывание (sarmak) коконов (goza) при помощи прялки (parh), распаривание в котле с кипящей водой; закрепление нитей на веретене при помощи вращающегося колеса прялки, скручивание нитей в одну нить, перематывание их с веретена в клубок, затем в мотки; окрашивание мотков, сушка на солнце.
Домашнее ткачество имело чрезвычайно широкое распространение по всей территории Туркменистана. Почти в каждой семье владение ткачеством прививалось девочкам с малолетства. Искусству приготовления пряжи, ткачеству и шитью их начинали обучать с 8-10-летнего возраста. Ткани в зависимости от назначения подразделялись на разнообразные виды: для пошива женской и мужской одежды высоко ценилась тонкая ткань для халатов из верблюжьей шерсти, для скатертей из хлопка. Мешки (gap) для хранения зерна и муки изготавливались из ткани из толстой крученой пряжи, узкие прочные полоски ткани (5-12 см) шли для скрепления жердей с решёткой юрты. Используя простую технику ткацкого производства, мастерицы достигали большого эффекта в изготовлении своеобразных национальных тканей, не воспроизводимой при механическом производстве: станок, состоящий из 3-4 столбиков, вкопанных в землю, поперечного валика, ремизок. Для уплотнения нитей утка служили инструменты, выточенные из дерева в виде сабли.

#### Гончарное дело
Гончарное дело является наиболее древним видом деятельности туркмен. Об этом свидетельствуют находки керамики на поселениях Джейтуна, Анау, Намазга-депе и других мест. Древними туркменскими мастерами были разработаны определённые пропорции вертикального и горизонтального сечении сосудов, размеров их устья и основания, кривизны стенок обычных и глазурованных блюд, кувшинов и других видов изделий. Эти показатели оставались неизменными на протяжении многих веков. Гончарством занимались исключительно мужчины. Ремесленники-гончары из простой глины делали глазурованные и обычные сосуды (humça), кувшины для воды, кувшины (gupp) для сбивания масла, горшки (golça) для хранения масла, молока, тарелки (tabak), чашки (käse), чайники и др. Для их производства применяли гончарный круг или станок (çarh), для обжига — специальную однокамерную печь (kure); в качестве инструментов использовались деревянный нож (agaç pyçak) для обработки сосудов, гребень (darak) для прочерчивания линий, кисти для цветных рисунков, деревянный заостренный стержень (galam) для прочерчивания контура рисунка, различные штампы для нанесения орнамента.

#### Изготовление тамдыров
Секреты изготовления глиняных печей тамдыров, передавались туркменами из поколения в поколение. Людей, делающих тамдыры, называли тамдырчи. Процесс создания печи имеет свои незыблемые правила — целый цикл последовательных действий. Материал для тандыр — глина — должна быть желательно каолиновая, однородного состава, чтобы мялась как пластилин, а не крошилась в руках. Опытные мастера-тамдырчи знают места, где можно добыть такую глину, и используют их десятилетиями. 

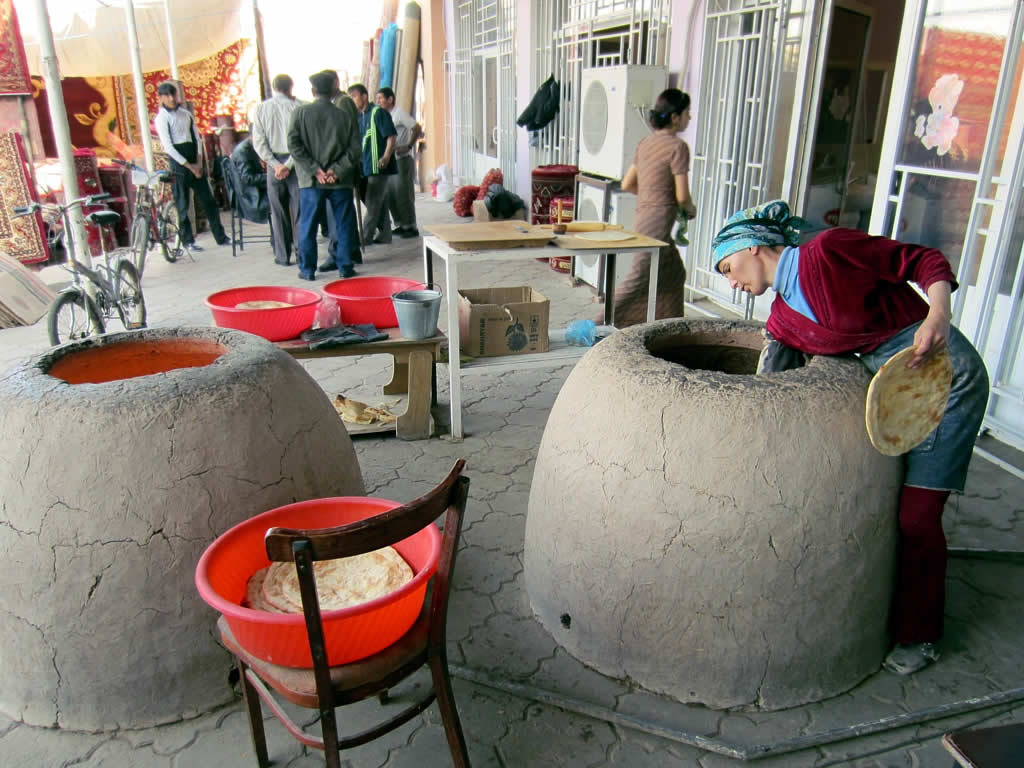
Туркменские тамдыры

 Глину месят ногами, добавляя в раствор пшеничную солому, а иногда овечью или верблюжью шерсть, чтобы увеличить теплонакопительные свойства печи. Такой тандыр служит долго, и не трескается от жара. Из готовой глины катают шары, отбивают их об землю, как тесто об стол, чтобы они превратились в однородную массу, потом раскатывают в рулоны. На земле очерчивается ровный круг, и глиняные рулоны выкладываются по окружности — один над другим, пока не получатся стенки тандыра высотой около метра.
Чтобы придать тандыру сферическую форму и определённую толщину, стенки отбивают деревянными плашками. Горловину тандыра венчают декоративным украшением — глиняным рантом. Поверхность печи шлифуют, чтобы она была гладкой. Затем тандыр сушат. Высушенный тандыр устанавливают на выложенное из кирпичей кольцо, оставляя внизу небольшое отверстие — поддувало. Иногда тандыр дополнительно обкладывают снаружи слоем кирпича для лучшего сохранения температуры. Перед тем, как начать процесс выпечки хлеба (по-туркменски чорека), в жерло загружают дрова, и в течение нескольких часов непрерывно топят — идёт внутренний обжиг поверхности. После выжигания топлива, когда сажа полностью выгорела и стенки тандыра стали белыми, тандыр готов к эксплуатации.

#### Кошмоваляние

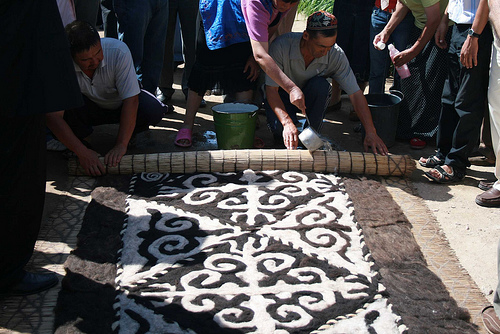
Изготовление кошмы

Кошмоваляние получило широкое распространение у туркмен и было связано с скотоводством. Кошмы изготовлялись из овечьей или верблюжьей шерсти. Кошмами покрывали каркасы юрт, а те, которые были украшены орнаментом использовали стелили в домах.

#### Плотницкое дело
В связи с тем, что изделия из дерева не обладают такой прочностью, как металлические или глиняные, археологических данных по этому виду ремёсел практически нет. Первые достоверные сведения по плотницкому делу относятся к XIX в., когда оно было широко распространено по всей территории Туркменистана, о чём свидетельствует значительное количество разнообразных сельскохозяйственных орудий, юрт и другого. Ассортимент изделий составляли coxa (azal), кунде для вспахивания земли, бороны, земледробилки (jykyr), деревянные вилы (ýabak), деревянные лопаты (kurek), дышла. Для них брали древесину наиболее твёрдых пород — турангы, тут, урюк, отчасти тал. Работы выполняли при помощи пилы, топорика (teşe) с поперечным лезвием, рубанка, долота и сверла.
Изготовление оригинальной конструкции юрты (öý) по сравнению с производством орудий, процесс более сложный, требовавший высокого мастерства исполнения. Такие мастера (akoöçi) использовали древесину тала (sout), которого, по данным письменных источников, между Хивой и Мервом было довольно много. Производство деталей для юрт включало заготовку тонких жёрдочек или лозы (çagalyk), идущих на решётки (tärim), круг навершия (tüýnuk), опорные жерди (uli), их сортировку, сушку, отпаривание, ошкуривание, обтеску, гнутье, выравнивание и, наконец, сборку. Работы производились при помощи пилы (byçgy), топора (palta), струга (reýde), топорика (teşe) с поперечным лезвием, долота (isgene), специального сверла (perme), приспособления для выравнивания жердей (getçe) и рычага с выступом (ýanagaç).

#### Кузнечное дело
Кузнечное дело — одно из древнейших производств по обработке черных металлов (сталь, железо). По археологической хронологии ему предшествовали медный и бронзовый века. Наиболее высокого уровня развития кузнечное производство на территории Туркменистана достигло во второй половине XIX века. В этот период в наиболее крупных селениях функционировали по две кузнечных мастерских, в малых работал один кузнец. Согласно назначению изделия из железа и стали, выполненные туркменскими кузнецами, подразделялись на три группы: сельскохозяйственные орудия — лемеха, лопаты (pil), кетмени, серпы (огак); предметы бытового хозяйства: топорики (teşe), прессы или колотушки для уплотнения утковой части ковров и паласов (halydarak), ножницы для стрижки овец (gaýçy, gyrkylyk), разновидные ножи (руçак), бритвы (paki), шилья, различные замки, кольца для дверей и сундуков, цепочки (zynjyr), скребки (gyrgyç) для чистки котлов, щипцы для угля, удила для конской сбруи, пряжки, стремена и подковы для лошадей; инструментарий для сапожников, кожевников, дерево- и металлообработчиков, шорников и другое.
Процесс обработки изделий из металла включал следующие операции: ковку (сплющивание, растяжку, изгибание, скручивание, рубку с предварительным нагревом заготовки и без него, закалку для повышения твердости, обжиг и отпуск для придания мягкости и пластичности, карцовку (обработку поверхности изделия) и, наконец, шлифование. При выполнении этих работ мастера-кузнецы применяли комплект инструментов, состоящий из наковальни, различных габаритов молотков (çekiç), разной формы клещей (ambyr), щипцов, зубил, бородков, напильников, точил (çarh), ножниц.

#### Медницкое дело
Особый вид традиционного ремесла туркмен — обработка цветных металлов. Изделия из красной и жёлтой меди были распространены у всех туркменских племён. В качестве припоя применялось олово. Традиционное для мастеров «чувство металла» позволяло вырабатывать разнообразные по форме и назначению изделия. К ним относятся: сосуд для длительного хранения воды различной емкости (в среднем 8-10 л). Он грушевидной формы с поддоном и рукояткой. Внутренняя часть его хорошо пролужена. Горловина до тулова также пролужена, вокруг неё наносился гравированный орнамент; самовар (mis semowar) для кипячения воды к чаю. Он также грушевидной формы (несколько угловатой), снабжен поддоном и рукояткой, сливным носиком и трубкой для угля; сосуд (kündük) для туалета (умывания, омовения) грушевидной формы, с поддоном и сливным носиком. Тулово для внешнего эффекта покрывалось полудой, внутреннюю часть его не полудили; сосуд (mis gazan) в форме конусного сечения, с пролуженными внутренними стенками, предназначенный для приготовления пищи, иногда для окраски шерсти; сосуд (mis kitir) для кипячения воды, конусообразной формы в виде чайника с рукояткой и сливным носиком, внутренняя сторона пролужена. Кроме того, делали курительные трубки, кальяны, занимались отделкой оружия, сабель, ножей и другие.
Сначала медники подготавливали металл, очищали его, раскраивали на отдельные части (заготовки), лудили, затем занимались сборкой, пайкой и шлифовкой. Для ковки, растяжки, выколотки, гнутья, клепки и т. д. мастера использовали разнообразный набор инструментов, куда входили прямо- и криволинейные, а также роговидные вертикальные наковальни, обычная наковальня, клещи, молотки, различные по размеру и весу, паяльник, сверло, напильники и другие.

#### Шорное дело
Производство лошадиных сбруй занимало значительное место в экономике туркмен. Изготовленные ими конские сбруи находили широкий сбыт не только в Туркменистане, где каждый джигит старался обзавестись богатым конским убором, но и шли на сопредельные рынки в Бухару, Хиву и Персию. В XIX веке туркменские сбруи были самого высокого качества со множеством украшений, среди которых встречаются даже золотые и серебряные. Процесс производства шорных изделий объединял профессии шорника и столяра. Как правило, основы седел и хомутов для шорников поставляли столяры, но нередко их изготовляли и сами шорники. Для покрытий деревянных основ седла верблюда, седла осла мастера-шорники широко применяли такие материалы, как войлок, шерстяные ткани собственного изготовления, пшеничную солому. Конскую деревянную основу чаще покрывали кожей. Производственный процесс состоял из раскроя кожи на ремни и другие плоскости до пошива сбруи, уздечек, нагрудников, нашейных ремней, седел и другого. Ремни на сбруе имели не только практическое значение, но и служили украшением, особенно с ювелирной обработкой. Поэтому мастера шорного дела при выполнении заказов нередко кооперировались с ювелирами.

### Национальная одежда туркмен

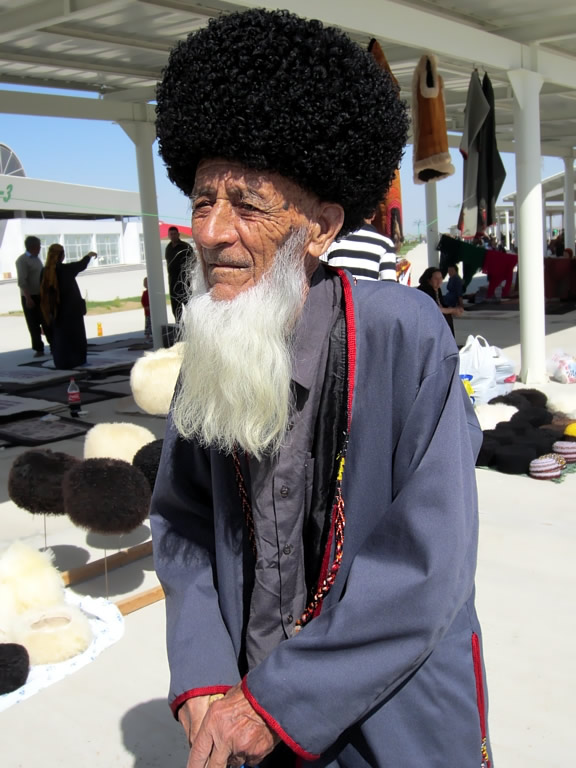
Пожилой туркмен в национальной одежде

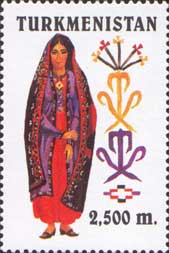
Изображение женщины-туркменки в национальной одежде

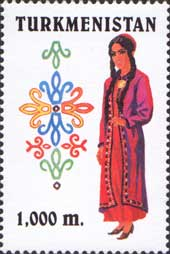
Изображение девушки-туркменки в национальной одежде

Традиционная национальная одежда туркмен заметно отличается от одежды соседних народов и без особых изменений сохранилась до настоящего времени. Основные элементы национального костюма можно увидеть на древних женских статуэтках, настенных росписях, обнаруженных как на территории Туркменистана, так и в других стран региона, его характеристики имеются в письменных источниках античного и средневекового периодов. Известный советский археолог и историк С. П. Толстов отмечает тождество традиционной туркменской женской одежды с хеттской женской одеждой:
«Я должен обратить внимание на сохранение в современной женской одежде туркмен-теке почти в неизменном виде древнего комплекса хеттской женской одежды… Если мы учтем, что массагетский этнический пласт наиболее крупную роль сыграл именно в туркменском этногенезе, а в теке мы можем видеть почти прямых потомков дахов, то это сохранение хеттского комплекса одежды у туркмен рядом с отмеченными нами хетто-фракийскими параллелями древнего хорезмийского костюма может существенно подкрепить наш тезис.»
Каждое туркменское племя выработало свои высокохудожественные ковры, цветные кошмы, ювелирные изделия, вышивки и другие виды прикладного искусства, имеющие общетуркменскую основу. Комплект женской одежды состоит из длинного вышитого по вороту туникообразного платья, до начала XX в. из домотканной шёлковой и хлопчатобумажной одноцветной (с полосами) материи — кетени, алача преимущественно красного и зелёного цветов, штанов (балак), вышитых внизу, верхней одежды — халатов, головных уборов и обуви. До 1930-х годов замужние женщины носили высокий головной убор (борук, хасава, топбы), увешанный серебряными, позолоченными украшениями. Поверх головных уборов, покрытых тканью, накидывали платки, халаты. Девушки носили вышитые и окантованные по краям и вороту халаты (дон, чабыт). Праздничные платья из кетени и халаты обшивали серебряными монетами и бляшками (чапраз), украшали вышивкой. Обувь женщин — это кожаные туфли на высоких каблуках (окджели ковуш) и сапожки. В начале XX в. производство домашних тканей резко сократилось и традиционные платья, халаты стали шить в основном из фабричных материалов. Несмотря на некоторую трансформацию, женская одежда до сих пор сохраняет традиционные формы.

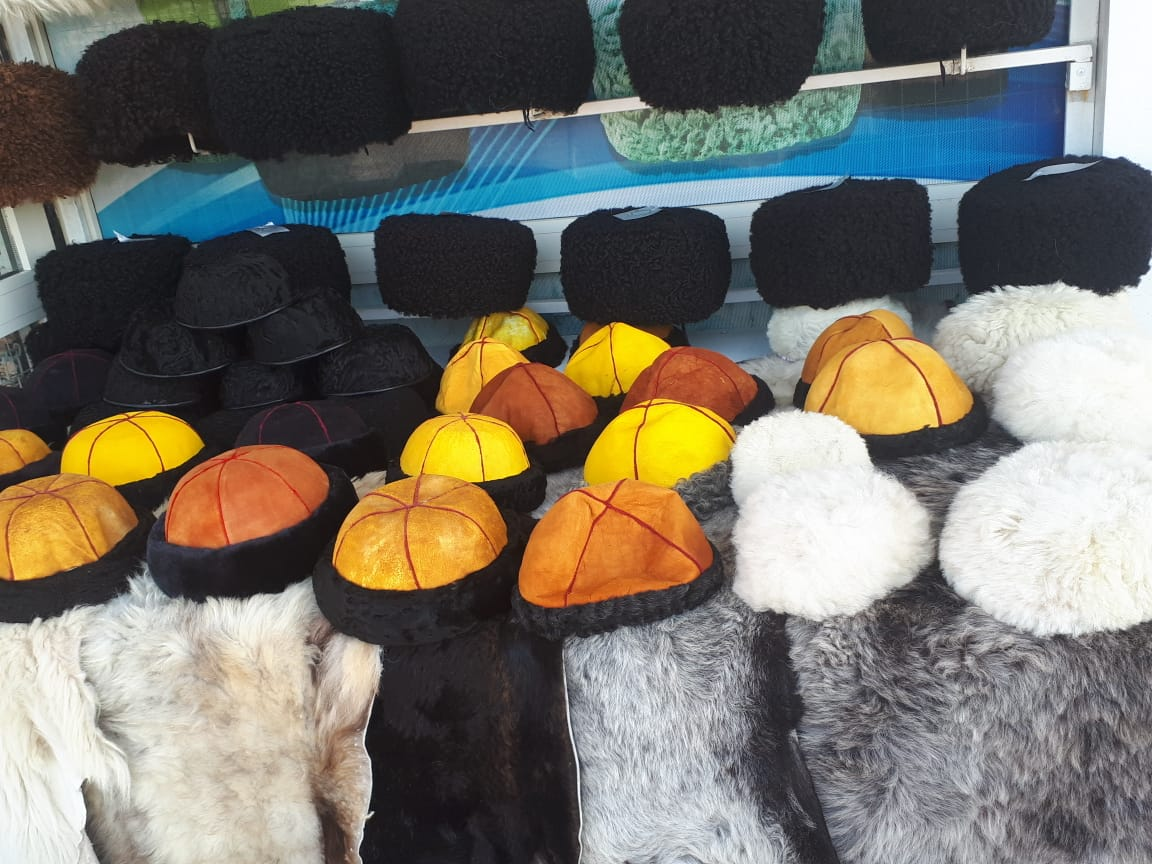
Традиционные туркменские головные уборы

Старинный мужской костюм состоял из длинных широких штанов, сшитых из домотканных материй (балак, джалбар), рубашки (койнек), халатов, головных уборов, обуви из обработанной и сыромятной кожи крупного рогатого скота и верблюдов. С начала XX в. штаны шили из привозного сукна темных тонов, суженными внизу. Раньше рубаху-косоворотку (чэкяка) шили из домотканной бязи, праздничную для молодых — из шелковой кетени с вышитым воротом. Мужчины среднего и пожилого возраста круглый год поверх рубахи носили длинные халаты, летом однослойные (чекмен, ектай, чапан), в прохладное время — стеганные на вате (дон), хивинский халат, шубу (ичмек, поссун) из овчины внутри. Шапки из бараньего меха различных форм (тельпек, човурме, шыпырма) являются обязательным компонентом мужской одежды, под ними носили тахью с орнаментальной вышивкой. Мужская одежда оказалась менее устойчивой и в патриархальной форме популярна только у яшули — пожилых людей.
У национального костюма туркмен есть определённые возрастные различия, что особенно заметно в женском одеянии. Так, например, женщины после сорок лет редко носят вышитую одежду, ювелирные украшения, а после достижения «возраста Пророка» (63 года), начинают носить на голове белый платок (гынач). Имеет свои особенности одежда девушек и детей.

### Национальная кухня

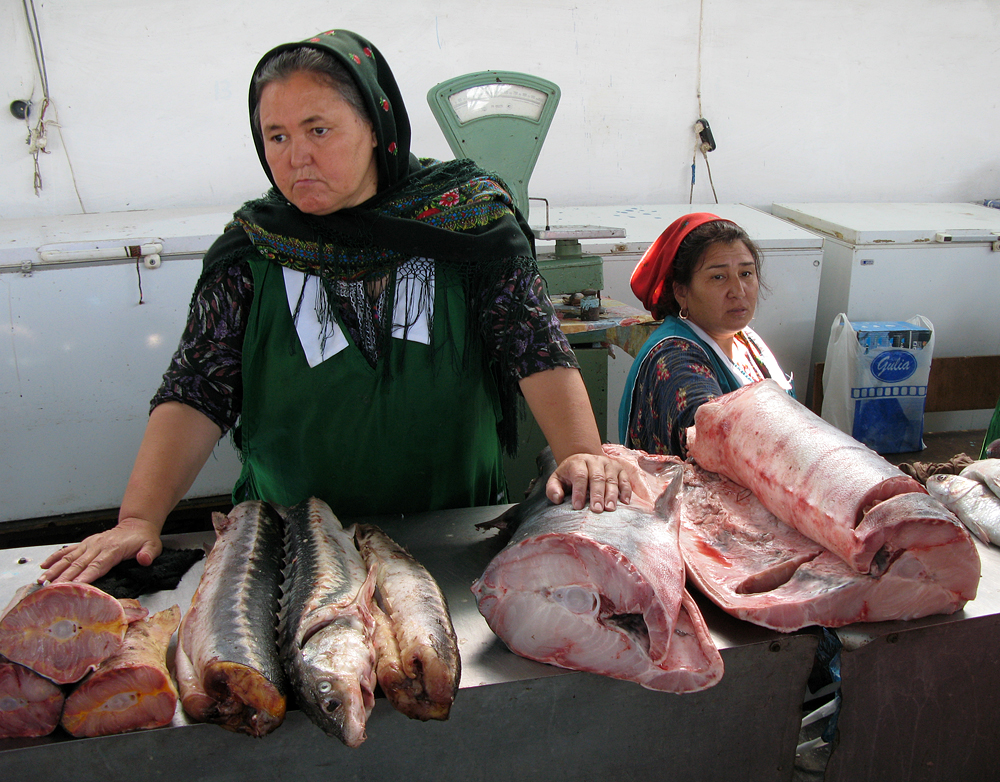
Продажа осетрины на туркменском рынке

Туркменская кухня по технологии и ассортименту продуктов очень близка к кухням других среднеазиатских народов, хотя у туркмен все блюда имеют собственные туркменские способы приготовления. У туркмен больше всего популярны блюда как плов, который по-туркменски будет palow, манты — manty, пельмени — börek, дограма — dograma (накрошенные мясо, репчатый лук и хлеб, залитые бульоном).
Различия в традиционных блюдах и вкусах прикаспийских туркмен (огурджалинцев) и туркмен из восточных районов республики (текинцев). Главными продуктами питания туркмен являются мясо и хлеб. Туркмены-текинцы используют мясо молодых верблюдов и барана, прикаспийские туркмены — рыбу, сарыки и другие используют баранье мясо.

## Туркменский язык
Туркме́нский язы́к относится к огузской группе тюркских языков. Территориально сосредоточен в Туркменистане, а также в Иране, Афганистане, Турции, Таджикистане, Казахстане, Узбекистане и России.
Формирование туркменского языка происходило среди западноогузских племён, а именно — той их части, которая вошла в состав сельджукского союза племен. Хрононологически образование туркменского языка относится к периоду VIII—XI веков, но генетически его происхождение связано с более ранним периодом, а именно — с языком огузов времён Тюркского Каганата VI—VII веков, зафиксированным в орхонских надписях. Кроме того, туркменский язык вобрал в себя элементы кыпчакских языков и древнехорезмийского языка, а также является одним из прямых наследников языка тюрки́, который также называется чагатайским или старотуркменским языком. Часть тюркоязычных литературных памятников, созданных на территории Мамлюкского Султаната в XIV веке, написана на старотуркменском языке.
Наиболее ранние проявления обособленного туркменского письменного языка отмечены в таких произведениях, как «Огузнамэ», «Хосров и Ширин» тюркского поэта Кутба (XIII—XIV вв.) и «Муин-аль-Мюрид» Шариф-Ходжа, в религиозно-нравственном труде «Ровнак-уль-Ислам» автора XV в. Вефаи, а в отдельных туркменоязычных текстах таких работ как «Боз-оглан» (XV в.) и «Родословная туркмен» (XVII в.) также присутствуют специфические черты, присущие туркменскому языку.

## Генетика
Согласно В.Сарианиди, который исследовал холм, Гонур-Тепе был «столицей или имперским городом-государством бронзового века, протянувшегося на не менее тысячи квадратных миль и охватывающего сотни поселений-спутников». Он также назвал его «пятым в мире центром древней цивилизации» с его утонченным обществом под названием «Туркменское общество реки Мургаб», формально названным «Бактрийско-Маргианский археологический комплекс». Говорят, что он находится в союзе с «культурными колыбелями древности» Египта, Месопотамии, Индии и Китая.
У образцов БМАК из туркменского Гонур-Депе определили митохондриальные гаплогруппы U7, J1c10, H14a и Y-хромосомные гаплогруппы E1b1a1a1c2c3c, E1b1b1, J1, R и T. У образца I1789 (2277—2030 л. н.)	из Gonur1_BA_o2 определили Y-хромосомную гаплогруппу P, у образца I1792 (2458—2202 л. н.) из Gonur1_BA_o определили Y-хромосомную гаплогруппу J. У образцов I11041 и I2087 определили Y-хромосомную гаплогруппу R2, у образца I10409 (хараппский мигрант) определили Y-хромосомную гаплогруппу H1a1d2-Z4361, в настоящее время распространённую в основном в Южной Индии, у образца I1789 определили Y-хромосомную гаплогруппу F (2277—2030 л. н.), у образца I1789 (2130—1928 л. н.) определили Y-хромосомную гаплогруппу Q-L56, у трёх образцов определили Y-хромосомную гаплогруппу J. 3 генома из Гонура имели много общего с генетическим материалом женщины из Ракхигархи (Индия) и 8 геномами из Шахри-Сухте (Иран). Ни у одного из этих образцов не было свидетельств о происхождении, связанном с «анатолийскими земледельцами».
Гаплогруппа Q-M242 обычно встречается в Сибири, Юго-Восточной Азии, Средней Азии. Эта гаплогруппа составляет большой процент отцовских линий туркмен.
Y-хромосомная гаплогруппа Q доминирует у туркмен Каракалпакии (роды теке, арсары, йомуд, сарык, укер, олиз) — 73 %. У туркмен Ирана составляет 43 %, у туркмен Афганистана — 34 %. Очень редка у туркмен Ставрополья (роды чоудор, игдыр, союнаджи) — 2 %. Согласно работам Татьяны Зерджаль, Гаплогруппа J1 (Y-ДНК) и Гаплогруппа J2 (Y-ДНК) у туркмен составляет 23,8 %.

## Расселение

### Туркмены Узбекистана
Туркмены Узбекистана являются коренным населением этой страны и проживают на её территории как минимум с X в. Внутри страны они условно подразделяются на хорезмскую, бухарскую и нуратинскую группы.
Хорезмские туркмены проживают на территориях Республики Каракалпакстан и Хорезмской области Узбекистана. Они представлены такими туркменскими этнографическими группами, как човдуры, арабачи, ших, йомуд, хыдырили. Вторая группа — бухарские туркмены — занимают территорию Сурхандарьинской и Бухарской областей. Третья группа — нуратинские туркмены. Несмотря на то, что их считают узбеками, сами себя они называют туркменами.
Туркмены являются аборигенным доузбекским населением Южного Узбекистана. Отмечаются три волны переселения туркмен в эти районы — в XII, XVII и XVIII вв. В 20-х гг. XX в. наблюдался значительный отток туркменских племён в Афганистан, Иран и Туркменистан. В Хорезме эта эмиграция была особенно массовой из-за проводимой советской властью антитуркменской политики; значительная часть туркмен была записана узбеками Комиссией по размежеванию. Так, к примеру, туркмены-хыдырили были причислены к узбекам.
В Кашкадарьинской области проживают туркмены, которых называют чандир туркманлари. Многие их семьи переселились также в районы Бухарской области. Исследователь О. Журакулов, будучи представителем этой группы туркмен, приводит названия ее подразделений: беглер, даббалар, дугмалар, луччаклар, манкалар, карлар, ишанлар, чопиклар, чолбашлар, чунтилер, чаканлар, чуптеклер. кагданлар, янгибайлар, инакалар.
Нуратинские туркмены обосновались в местности Нур Ата в X в., играя большую роль в исторических судьбах Мавсраннахра (Среднеазиатское Междуречье). В последующие века сырдарьинские и хорезмские туркмены постоянно переселялись в Мавераннахр, сохранив самоназвание «туркмен». Нуратинские туркмены подразделяются на два крупных подразделения. Первое объединение — йигирма торт (йигрими дорт) — состоит из четырёх племён: газаяклы, канджигалы, айтамгалы, богаджели. Второе объединение — беш ага мангышлау — состоит из следующих племён — куныш, чиликли, анна, таз, богаджат.
Ещё одна из туркменских этнографических групп называется туркман-джузы, проживающие в центральной части правобережья Сурхана, в так называемой Туркменской степи (Туркмендешт), орошаемой Карлюкдерьей. Предания рассказывают о том, что джузы (юзы) поселились в те места в XII в., когда султан Санджар переселил туда сто туркменских семей. Туркман-джузы являются доузбекским населением Сурхандарьинской области, они присоединились к Шейбанидам в XVI в. Они делятся на 16 крупных родов (он алты ата): 8 родов вахтамгалы (казаяклы, кузтамгалы, кесаули, балгалы, казак, джарыкбаш, алифли, баташ) и 8 родов джилантамгалы (патас, карга, юрга, эгарчи, балахур, коса, тараклы, яс).

### Туркмены в России
По переписи 2010 года, в России проживало 36,9 тысяч туркмен.
Исторически несколько туркменских родов проживает на северо-востоке Ставропольского края (см. Трухмены) и в Астраханской области (селения Атал, Фунтово-1,2), см. Туркмены Атала.
| Субъект России                                              | Численность в 2010 году, тыс. чел. |
| ----------------------------------------------------------- | ---------------------------------- |
| Ставропольский край                                         | 15,0                               |
| Москва                                                      | 2,9                                |
| Астраханская область                                        | 2,3                                |
| Московская область                                          | 1,5                                |
| Санкт-Петербург                                             | 1,5                                |
| Показаны субъекты c численностью туркмен более 1000 человек |                                    |

## Этнографические группы
Туркменский народ состоит из целого ряд этнографических групп, ведущих своё происхождение от исторических племенных и географических объединений: текинцы (теке), алили, арабачи, астраханские туркмены, баяты, гоклены, емрели, йомуды, машрыки (машрыклар), карадашлы (языры), каркыны, мукры, мурчали, нохурли (нохур), юрюки (туркмены Турции), нуратинские туркмены, овляды, ходжа, шихи (шейхи), сейиды, магтымы, мюджевюры, ата, огурджали, оламы, сакары, салыры, сарыки, саяты, сирийские туркмены, иракские туркмены, ставропольские туркмены (трухмены), хасари, хатаб, хорезмские туркмены (хорезмийцы), човдуры, эрсари, эски и другие.

## Антропология
Антропологически туркмены относятся к каспийскому типу с незначительной монголоидной примесью.
На основе сравнения палеоантропологических материалов с территории Туркменистана с антропологией современных туркмен, известный советский антрополог и биолог, доктор биологических наук Л.Ошанин пришёл к выводу, что в составе туркмен явно преобладает местная автохтонная долихоцефальная раса:
«Все сказанное не оставляет сомнения в том, что долихоцефальная европеоидная раса, и поныне явно преобладающая среди туркмен, является расой местной, автохтонной, видимо, здесь, на территории Закаспийских степей, сформировавшейся. Первоначально, она входила в состав местных древних племен Закаспия, носивших общее название сакских (скифских) племен».
Туркмены являются единственным народом в Средней Азии, относящийся к вышеназванной длинноголовой европеоидной расе. До недавних пор туркмены путем искусственной деформации головы новорожденных, с помощью специальных тюбетеек (чиле тахья) и обматыванием головы платком поддерживали эту древнюю традицию предков.

## Галерея

Памятник туркменскому поэту Махтумкули в Ашхабаде

Туркмен в национальной одежде на ахалтекинце
Памятник Гёроглы в Ашхабаде, Туркменистан
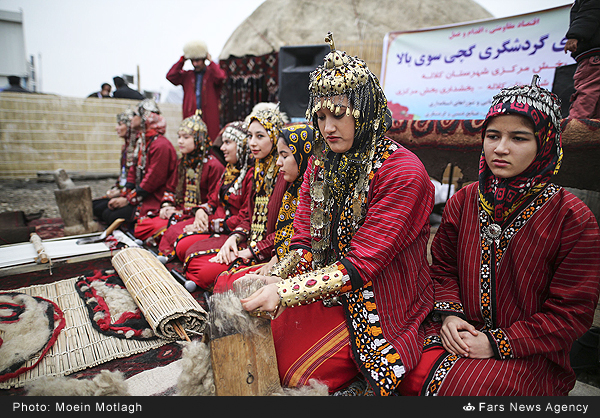
Туркменские девушки в национальной одежде (Иран)
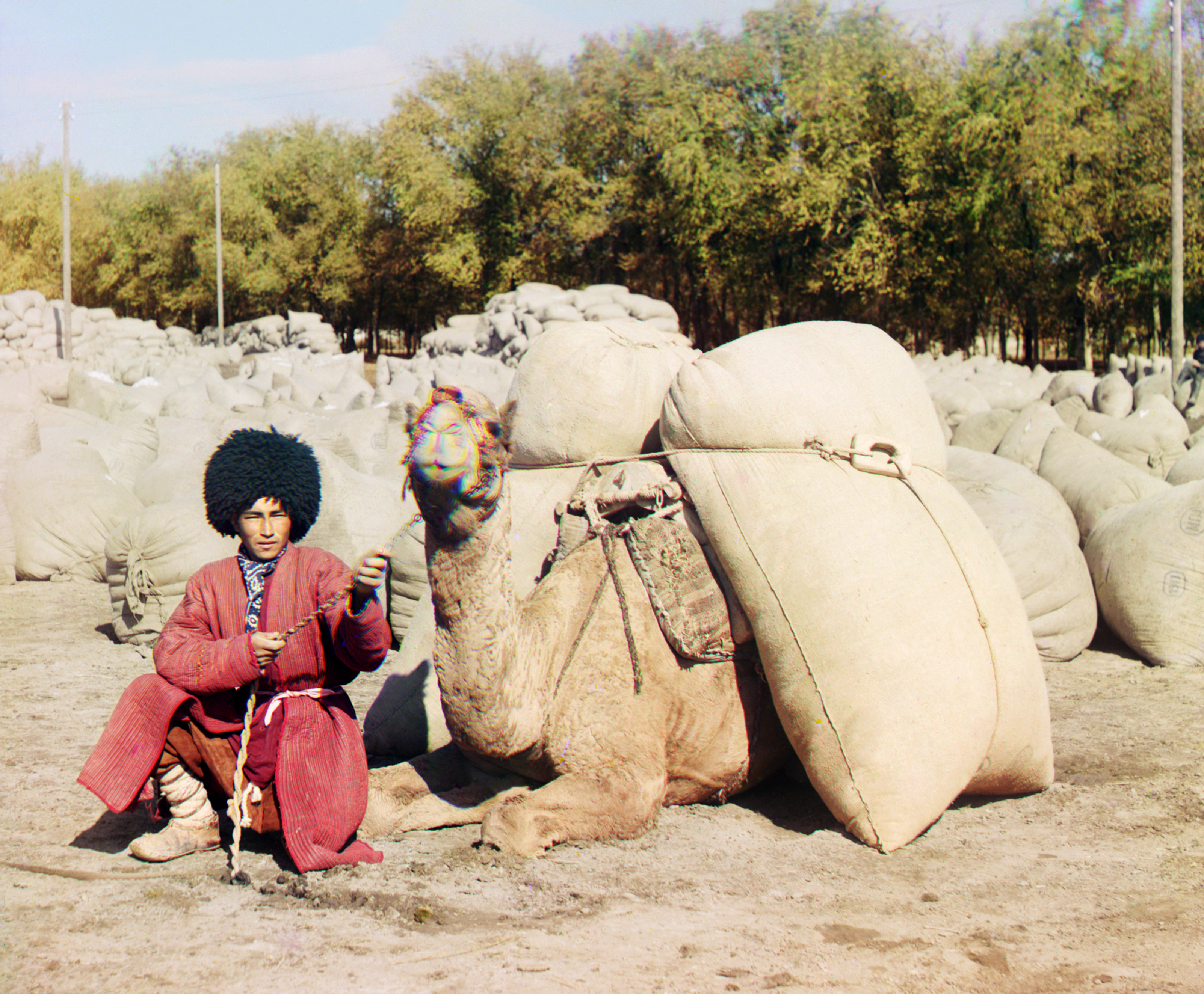
Туркмен, погонщик верблюдов. Фото Прокудина-Горского сделано в 1904—1916 годах
Туркменская свадьба
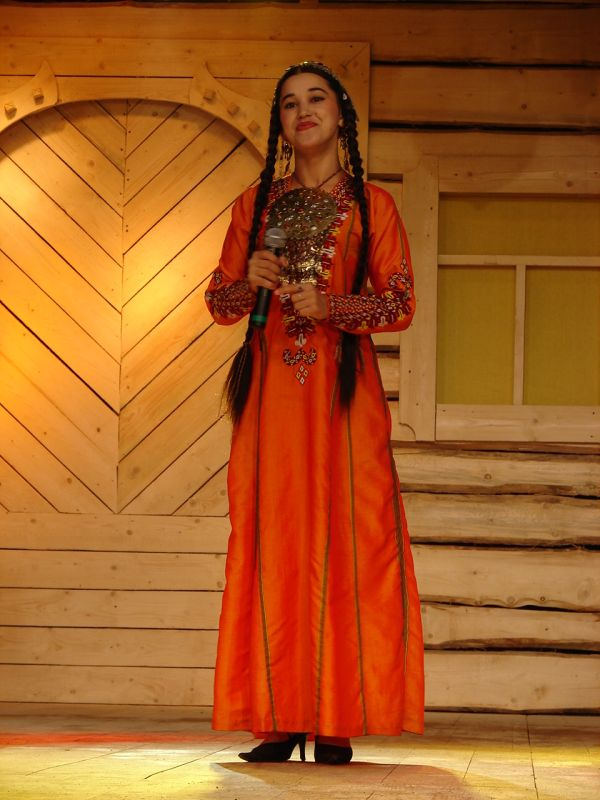
Туркменская девушка
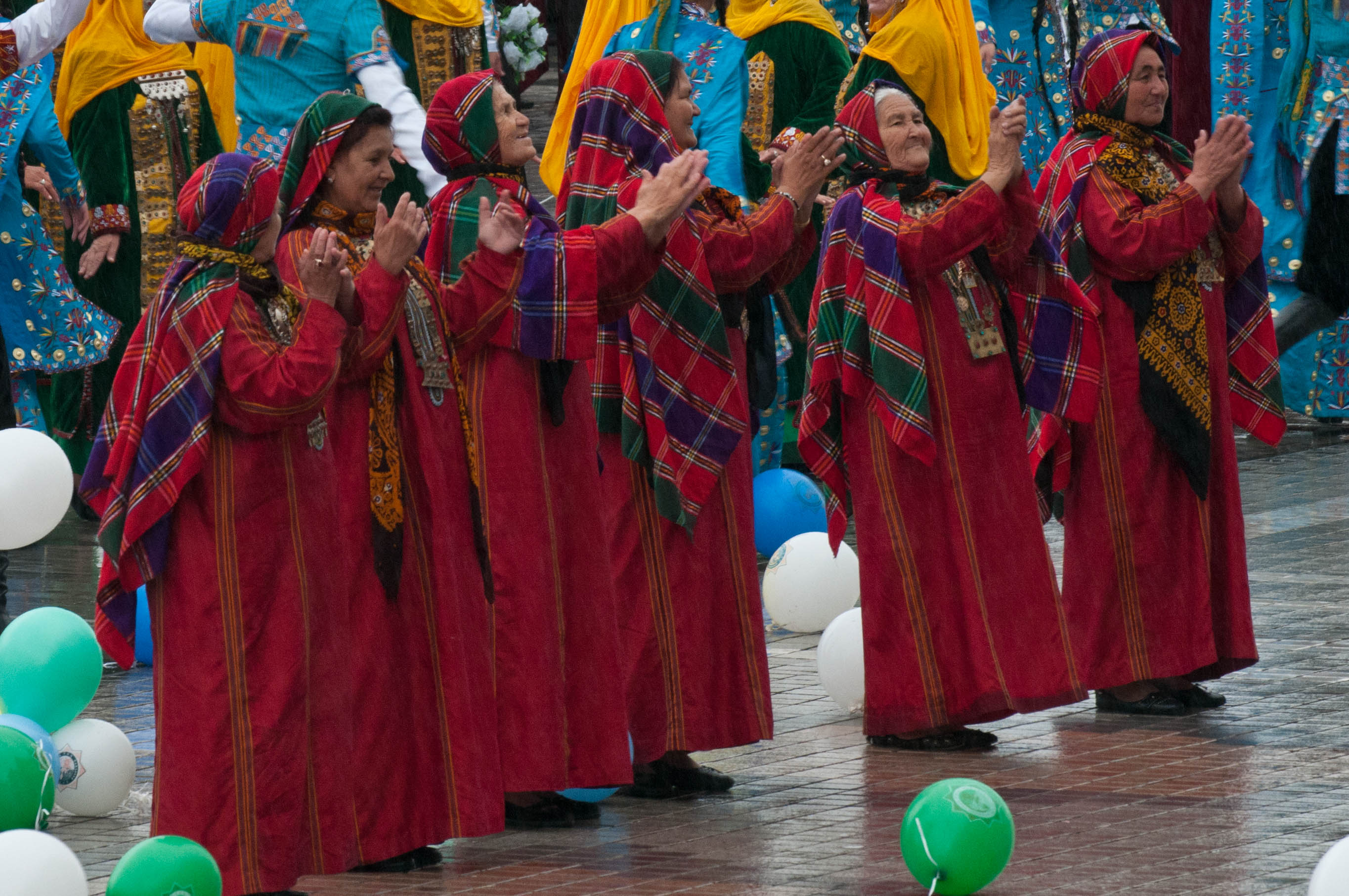
Туркменские женщины исполняют национальный танец куштдепди
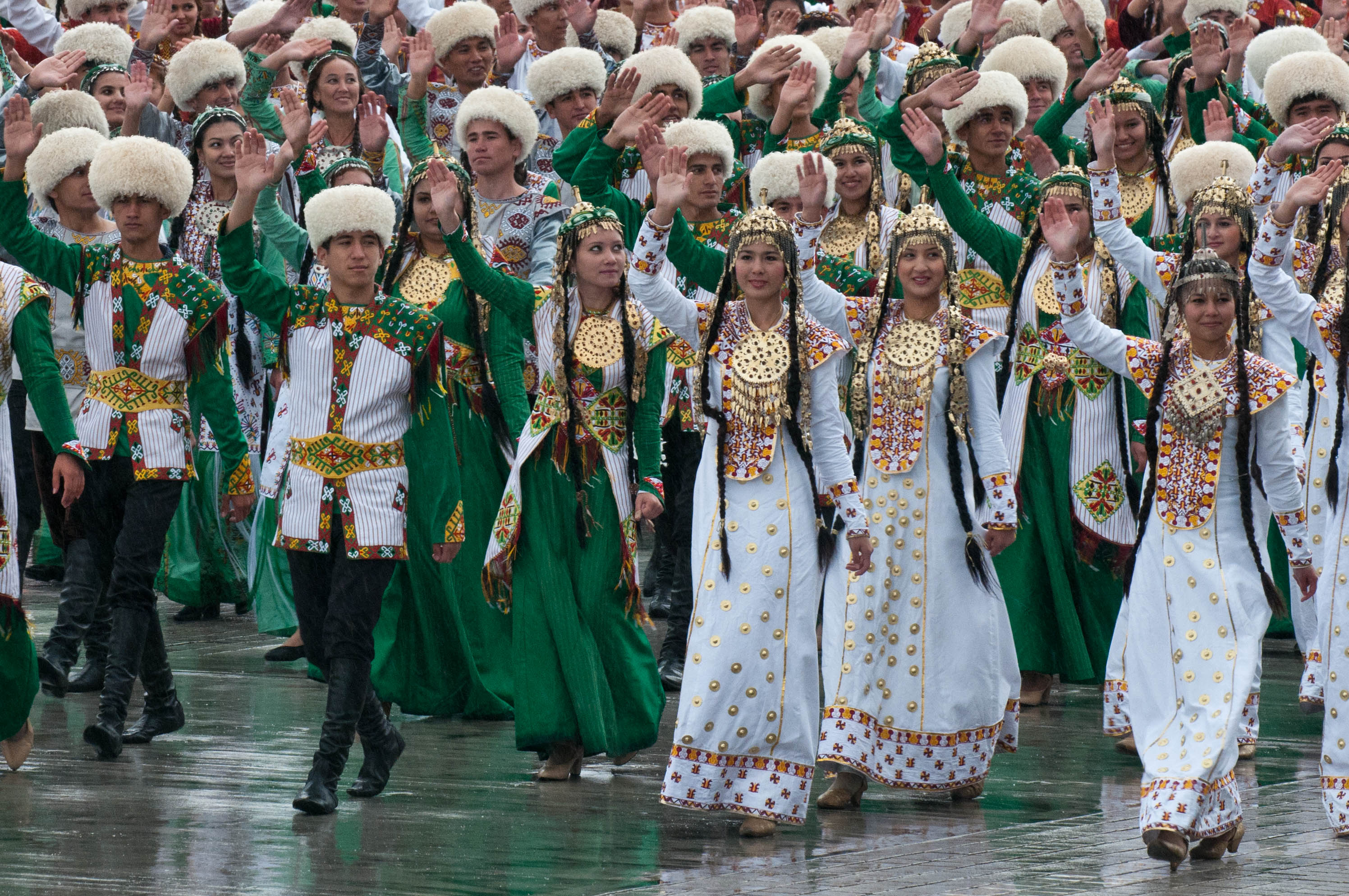
Туркмены в национальной одежде на параде Независимости
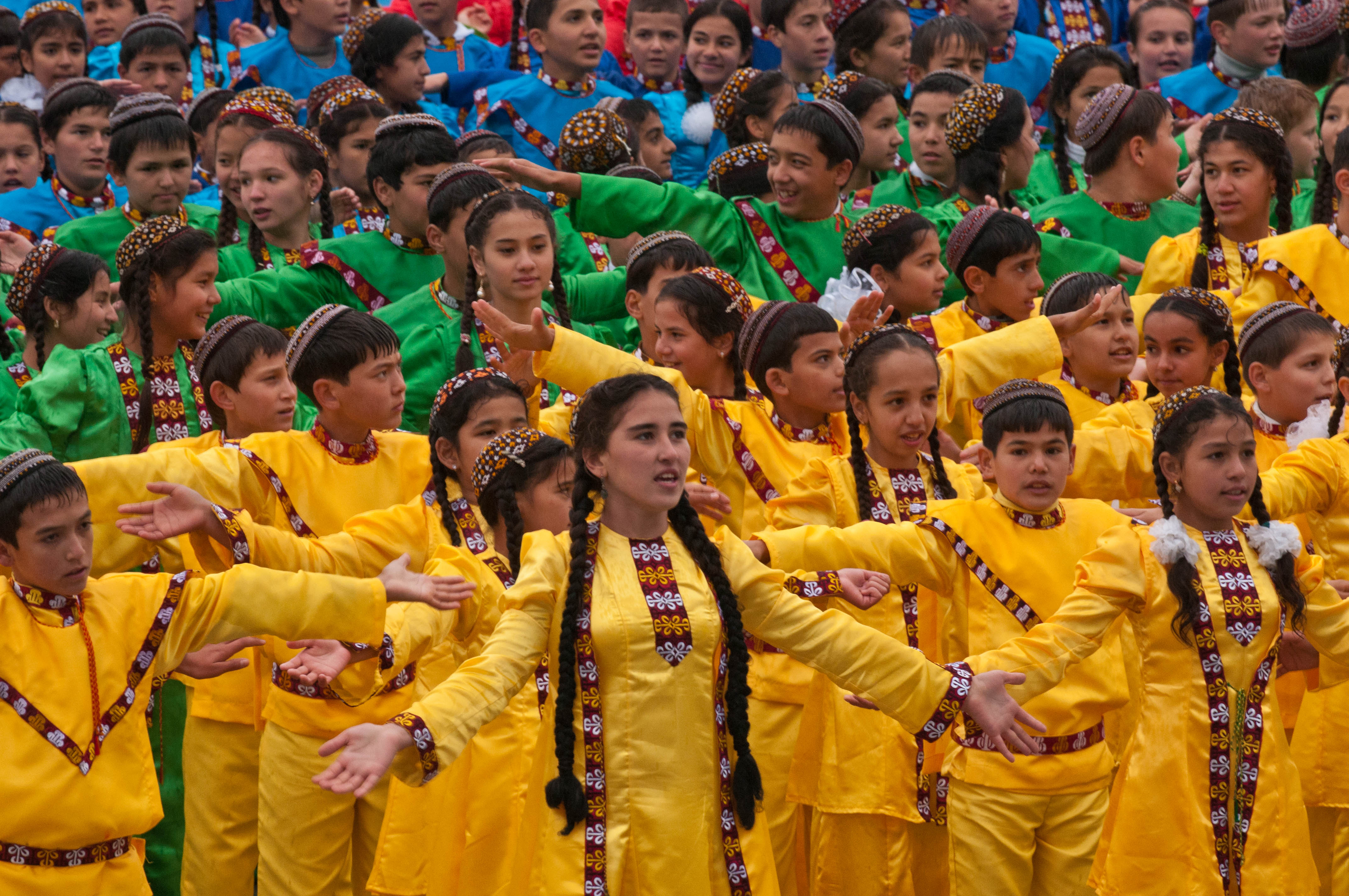
Туркменские дети в национальной одежде на параде Независимости
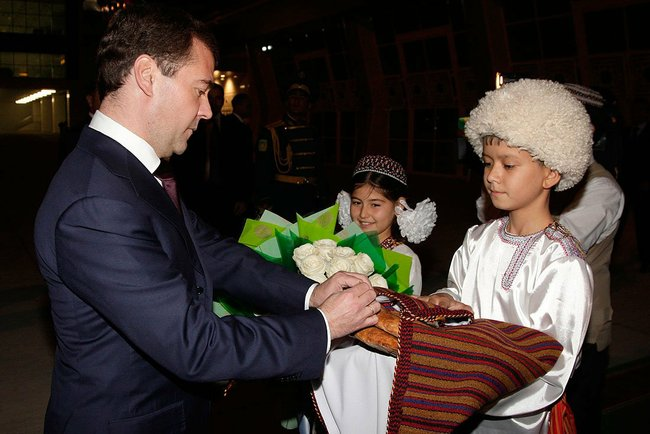
Туркмены в национальной одежде преподносят хлеб Президенту России
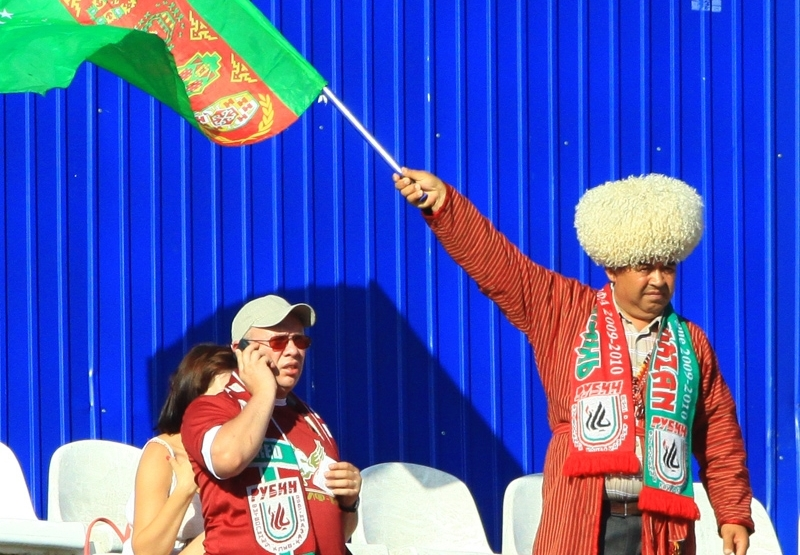
Туркменский болельщик ФК «Рубин» в национальной одежде
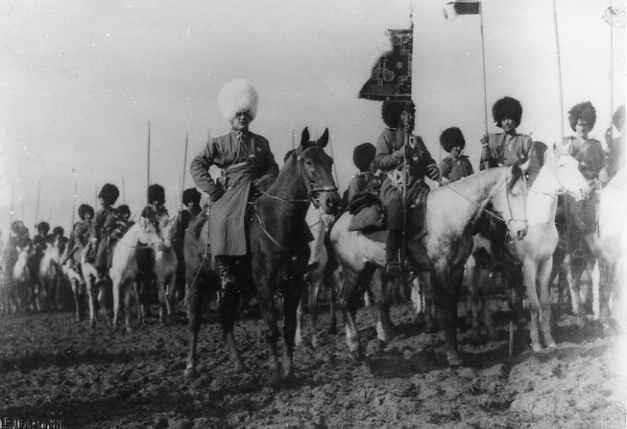
Туркмены текинского конного полка

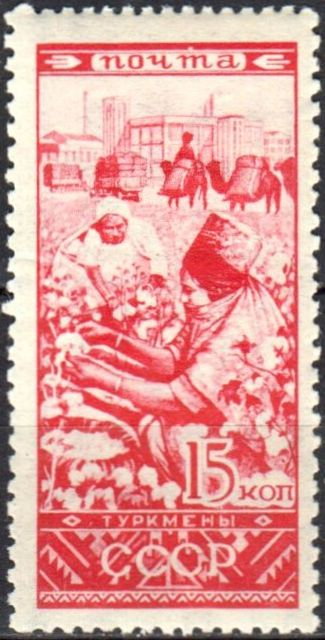
Серия «Народы СССР» (туркмены), почтовая марка СССР 1933 года

## Туркмены в филателии
В 1933 году в СССР была выпущена этнографическая серия почтовых марок «Народы СССР». Среди них была марка, посвящённая туркменам.